# Edward Snowden
Pour les articles homonymes, voir Snowden.
Edward Snowden, né le 21 juin 1983 à Elizabeth City (Caroline du Nord), est un informaticien et lanceur d'alerte américain, naturalisé russe en 2022. Ancien employé de la Central Intelligence Agency (CIA) et de la National Security Agency (NSA), il a révélé l'existence de plusieurs programmes de surveillance de masse américains et britanniques.
À compter du 6 juin 2013, Snowden rend publiques, par l’intermédiaire des médias, des informations classées top-secrètes de la NSA concernant la captation des données de connexion des appels téléphoniques aux États-Unis, ainsi que les systèmes d’écoute sur Internet des programmes de surveillance PRISM, XKeyscore, Boundless Informant et Bullrun du gouvernement américain, mais aussi les programmes de surveillance Tempora, Muscular et Optic Nerve du gouvernement britannique. Pour justifier ses révélations, il déclare que son « seul objectif est de dire au public ce qui est fait en son nom et ce qui est fait contre lui ».
À la suite de ses révélations, Edward Snowden est inculpé le 22 juin 2013 par le gouvernement américain sous les chefs d’accusation d’espionnage, de vol et d'utilisation illégale de biens gouvernementaux.
S'exilant à Hong Kong en juin 2013, puis à Moscou, Edward Snowden obtient le 31 juillet 2013 l’asile temporaire en Russie. Le 1er août 2014, il obtient un droit de résidence pour trois ans en Russie.
Le 14 avril 2014, l'édition américaine du Guardian et le Washington Post se voient décerner le prix Pulitzer pour la publication des révélations de Snowden sur le système de surveillance de la NSA, rendues possibles grâce aux documents qu'il leur a fournis.
Le 26 septembre 2022, le président russe Vladimir Poutine signe un décret (oukase) lui accordant la citoyenneté russe.

## Biographie

### Famille et éducation
Edward Joseph Snowden naît le 21 juin 1983 à Elizabeth City, en Caroline du Nord, mais passe toute son enfance dans la ville de Wilmington. Son père, Lonnie Snowden, originaire de Pennsylvanie, est un ancien officier de la garde côtière des États-Unis. Sa mère, Wendy, originaire de Baltimore, dans le Maryland, travaille à la cour fédérale du district du Maryland. Il a une sœur aînée qui est avocate,.
En 1999, Edward déménage avec sa famille à Ellicott City, dans le Maryland, où il étudie l’informatique à la faculté Anne Arundel Community College (en) pour obtenir les crédits nécessaires à l’obtention d’un diplôme de licence. À Crofton, où il habite, presque tout le monde travaille pour l’armée ou la NSA, dont le quartier général est non loin, à Fort Meade. Snowden ne finit pas sa licence à Arundel. Son père explique qu’Edward a raté plusieurs mois d’école à cause de la mononucléose, maladie dont il est atteint, et, plutôt que de retourner passer son GED — qu’il a obtenu par la suite — dans une université locale, il préfère suivre des cours en ligne afin d’obtenir une maîtrise à l’université de Liverpool, en 2011.
Snowden a affirmé qu’il avait une compréhension de base du mandarin, qu’il était profondément intéressé par les arts martiaux et a revendiqué le bouddhisme comme étant sa religion. Avant de s'exiler à Hong Kong, Snowden résidait à Honolulu (Oahu), dans l’archipel d’Hawaï. Il avait visité Hong Kong auparavant avec Lindsay Mills, sa petite amie.
Le 17 juin 2013, Lonnie Snowden accorde une interview à Fox TV, étant préoccupé par la désinformation dans les médias concernant son fils. Il décrit Edward comme étant « un jeune homme attentionné et sensible, doté d'une profonde réflexion ». Alors qu’il est en accord avec son fils dans son opposition aux programmes de surveillance qu’il a révélés, Lonnie Snowden demande à son fils de cesser sa fuite et de rentrer à la maison.
Le 31 juillet 2013, lors d’une interview organisée et diffusée par la télévision russe Rossiya 24, Lonnie Snowden change d’avis et conseille à son fils de rester en Russie pendant son asile temporaire : « Je pense que la Russie a la ferme intention et la possibilité de protéger mon fils. Si j'étais à sa place, je resterais en Russie ».

### Convictions politiques
En juin 2013, Edward Snowden est photographié à côté d’un ordinateur portable orné d'autocollants à l’effigie d’associations promouvant un internet libre, comme l’Electronic Frontier Foundation ou le réseau Tor.
À l’élection présidentielle américaine de 2008, Snowden dit avoir voté pour un tiers parti, sans préciser lequel. En 2008, il est prêt à faire ses révélations, mais il décide d’attendre à cause de l’élection de Barack Obama. Snowden dit qu’à cette période, il « croyait aux promesses d'Obama », mais que celui-ci « a continué les pratiques de son prédécesseur ».
Concernant l'élection présidentielle américaine de 2012, les listes de donateurs aux politiques indiquent qu'il a contribué à la primaire de Ron Paul, candidat à l'investiture du parti républicain. Pour l'élection présidentielle américaine de 2016, il tweeta que ce sera « un choix entre Donald Trump et Goldman Sachs » (Hillary Clinton fut massivement rémunérée sur des conférences pour la banque,). Dans le film Snowden, sorti en 2016, il cite Ayn Rand, philosophe libertarienne, comme l'une de ses principales influences.

### Carrière
Le 7 mai 2004, Edward Snowden s’engage dans l’armée en tant que recrue des forces spéciales. Il a alors 21 ans et dit vouloir combattre pendant la guerre d’Irak, parce qu’il « se sentait obligé en tant qu'être humain d'aider les peuples libres contre l'oppression ». Cependant, quatre mois plus tard, un accident pendant un entraînement lui brise les deux jambes et l’oblige à abandonner sa formation. Il est, par la suite, embauché par la NSA comme agent de sécurité à l’université du Maryland, avant de rejoindre la CIA pour travailler dans la sécurité informatique.
De mars 2007 à février 2009, Snowden est envoyé par la CIA à la mission américaine des Nations unies à Genève, en Suisse. Il décrit cette expérience à Genève comme étant « formatrice ». Par exemple, il raconte que la CIA a délibérément rendu ivre un banquier suisse puis l’a encouragé à rentrer chez lui en voiture. Quand ce dernier a été arrêté, un agent de la CIA lui aurait alors offert son aide puis aurait tenté de le recruter. Le président de la Confédération suisse de l'époque, Ueli Maurer, a commenté ce témoignage : « Il ne me semble pas que cet incident se soit déroulé de la façon dont Snowden et les médias la décrivent. » Ces révélations sont arrivées à un moment particulier dans les relations États-Unis-Suisse, puisque le Conseil fédéral suisse tentait d’adopter une loi pour plus de transparence dans le secteur bancaire. Snowden a justifié cette révélation en disant « je ne veux pas vivre dans une société qui pratique ce genre de choses »,.
En 2009, Snowden quitte la CIA pour rejoindre Dell, une entreprise américaine qui gère les systèmes d'information de nombreuses agences gouvernementales. Le directeur de la NSA, Keith B. Alexander, a confirmé que Snowden a occupé un poste à la NSA pendant un an, avant de devenir consultant. L'entreprise Dell le détache comme prestataire sur un site de la NSA dans la base militaire américaine de Yokota, à proximité de Tokyo, au Japon. Snowden travaille ensuite pour Booz Allen Hamilton pendant trois mois en tant qu’administrateur systèmes pour la NSA, au Centre de renseignement régional SIGINT de Kunia Camp, Hawaii (en) à Oahu, une des îles de l’archipel d’Hawaï.
Snowden décrit sa vie comme très confortable, gagnant un salaire annuel d’environ 200 000 dollars avant son emploi chez Booz Allen Hamilton. Dans un entretien avec le quotidien de Hong Kong South China Morning Post, réalisé le 12 juin 2013, mais publié seulement le 25 juin 2013, Snowden affirme avoir cherché un emploi chez Booz Allen Hamilton afin de recueillir des preuves des activités de la NSA : « Mes fonctions au sein de Booz Allen Hamilton me donnaient accès aux listes des appareils [ordinateurs, téléphones portables] espionnés à travers le monde par la NSA ». « C’est pour ça que j’ai accepté le poste il y a trois mois », a-t-il expliqué.
Snowden travaille à Hawaï depuis un mois lorsqu’il dérobe des informations ultraconfidentielles à l’aide d’une clé USB. Il les transporte ensuite à l’aide de quatre ordinateurs portables jusqu’à Hong Kong, où il se réfugie du 20 mai 2013 au 23 juin 2013, date de son départ en direction de Moscou. Son travail d’administrateur systèmes lui donnait un accès facile au réseau des ordinateurs de la NSA. D’après le Los Angeles Times, le technicien savait parfaitement comment échapper au contrôle destiné à empêcher tout téléchargement illégal de documents officiels.
Quand Snowden quitte les États-Unis, en mai 2013, à 29 ans, après la perte d’un emploi qui lui assurait une vie confortable, il explique : « Je suis prêt à sacrifier tout cela parce que je ne peux, en mon âme et conscience, laisser le gouvernement américain détruire la vie privée, la liberté d'Internet et les libertés essentielles des gens du monde entier avec cet énorme système de surveillance qu'il est en train de bâtir secrètement »,.

## Révélations sur les programmes de surveillance de masse des États-Unis

### Exfiltration des documents
Edward Snowden avait un très haut niveau d’accréditation. Sa connaissance des failles de sécurité alliée à son ingéniosité et à sa patience lui ont permis d’extraire d’énormes quantités de documents des serveurs de la NSA,,,. En 2013, il déclare que son intention était de « rendre possible le débat »,.
À partir du 5 juin 2013, Snowden rend publiques, par l’intermédiaire des médias, notamment le Guardian et le Washington Post, des informations de la NSA classées top-secrètes concernant la captation des métadonnées des appels téléphoniques aux États-Unis, ainsi que les systèmes d’écoute sur Internet des programmes de surveillance PRISM, XKeyscore, Boundless Informant et Bullrun du gouvernement américain, et les programmes de surveillance Tempora, Muscular et Optic Nerve du gouvernement britannique. Pour justifier ses révélations, il déclare que son « seul objectif est de dire au public ce qui est fait en son nom et ce qui est fait contre lui ».
Le 14 avril 2014, l’édition américaine du Guardian et le Washington Post se voient décerner le prix Pulitzer pour la publication des révélations sur le système de surveillance de la NSA, rendues possibles grâce aux documents fournis par Snowden,,.

### Contacts avec les journalistes

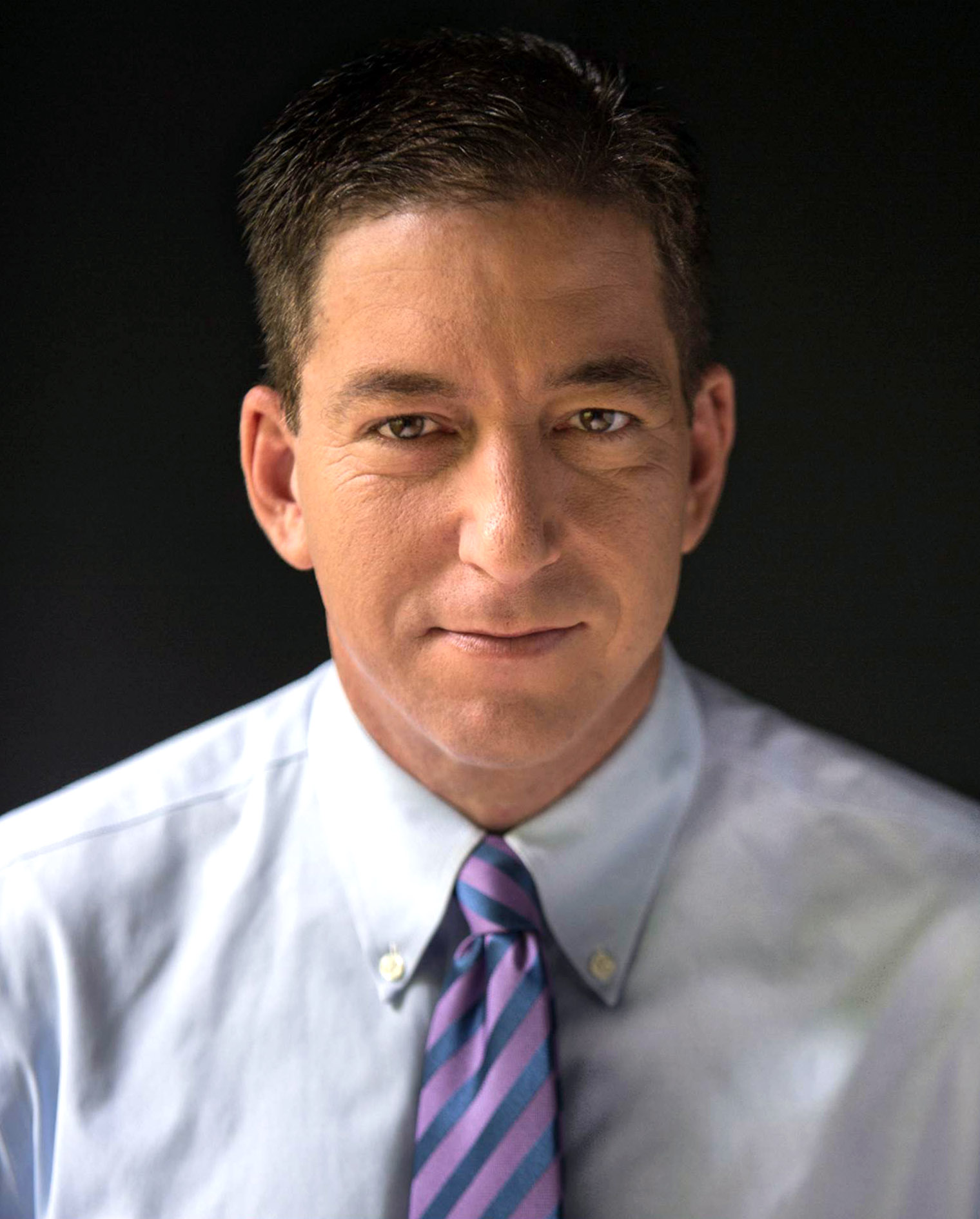
Glenn Greenwald.

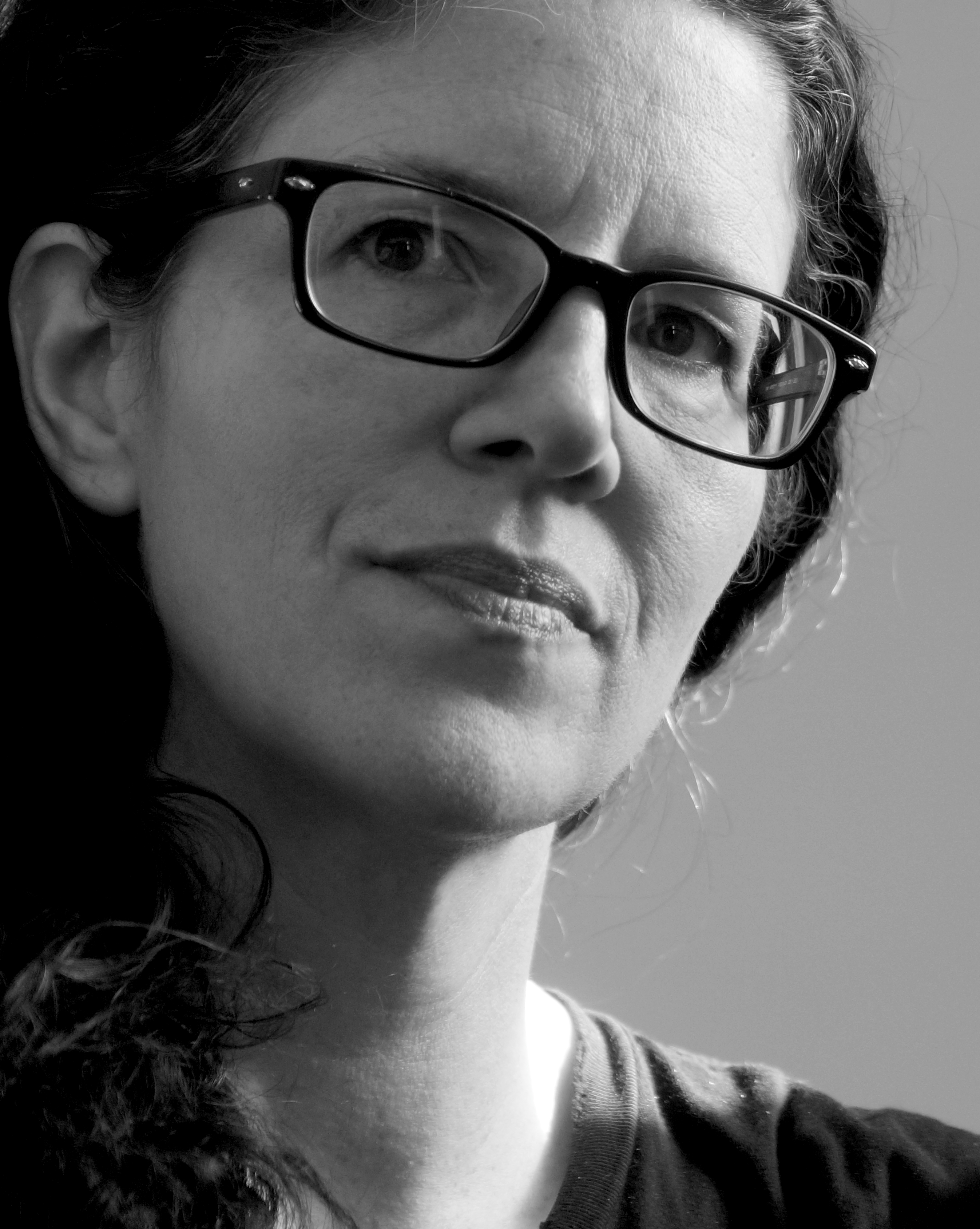
Laura Poitras.

Dès 2009, un débat interne entre cadres de la NSA avait eu lieu au sujet de la moralité et de la légalité de certaines collectes de données. Cette « fronde » connue de la Maison-Blanche avait abouti à une proposition de réforme de la NSA formulée par les contestataires, à laquelle l’administration américaine n’avait pas donné suite. En décembre 2012, Snowden prend contact anonymement avec Glenn Greenwald, journaliste au Guardian et avocat américain. Il lui demande de s’équiper d’outils de chiffrement avant de commencer à communiquer,. Glenn Greenwald, peu familier avec les outils de chiffrement, ne donne pas suite dans l’immédiat à ce message.
En janvier 2013, Snowden se met en rapport, toujours de manière anonyme, avec la documentariste Laura Poitras. Il commence par établir une méthode de communication sécurisée, lui demandant sa clé de chiffrement. Il prétend avoir des informations intéressantes à partager dans le domaine du renseignement. Snowden ne fournissant pas de documents à cette étape, Laura Poitras, qui a besoin d’évaluer la fiabilité de cette source inconnue, en parle à quelques personnes, dont le journaliste Barton Gellman et Jacob Appelbaum, qui l’aident à s’assurer de la crédibilité de ce contact anonyme. Selon elle, Snowden a choisi de s’adresser à elle après avoir lu l’un de ses articles du New York Times consacré à William Binney, un autre lanceur d'alerte des programmes d’espionnage de la NSA, en 2002.
En avril 2013, Glenn Greenwald et Laura Poitras, qui se connaissent depuis 2010 (ils sont membres fondateurs de la Freedom of the Press Foundation, créée avec le célèbre lanceur d’alerte Daniel Ellsberg en décembre 2012), se rencontrent à New York pour faire le point sur cette source anonyme qui souhaite divulguer de nombreuses informations confidentielles relatives aux programmes de surveillance américains.
Le 16 mai 2013, Barton Gellman, un journaliste du Washington Post, indique qu’il a établi un premier contact avec Snowden. Gellman affirme que Greenwald a été impliqué seulement après que le Washington Post a renoncé à garantir la publication complète des documents dans les soixante-douze heures, mais Greenwald dément cette chronologie des faits,.

Selon Gellman, avant de le rencontrer en personne, Snowden lui a écrit : 

« Je comprends que je vais avoir à répondre de mes actions, et que ces révélations publiques marquent la fin de ma vie telle qu'elle a été. »

Il a aussi dit à Gellman que tant que les articles ne sont pas publiés, les journalistes travaillant avec lui sont en danger vis-à-vis des agences d’espionnage américaines. Selon Snowden, ces agences de renseignement seraient même prêtes à tuer si elles pensaient que cela pouvait empêcher des révélations embarrassantes.

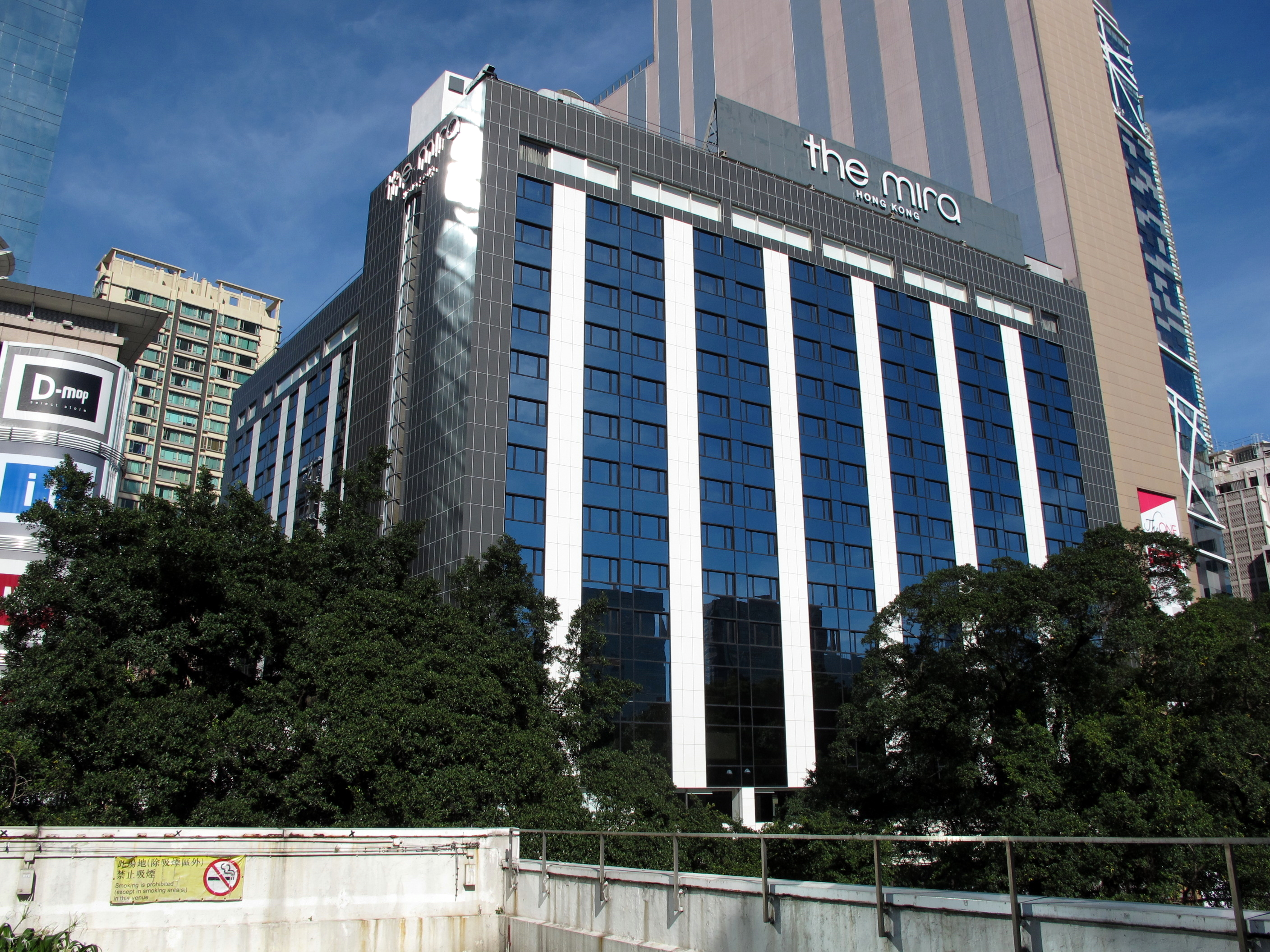
L’hôtel Mira, où Edward Snowden, Laura Poitras, Glenn Greenwald et Ewen MacAskill se sont rencontrés à Hong Kong.

En mai 2013, Snowden invite Greenwald et Laura Poitras à le rejoindre à Hong Kong. Ces derniers quittent New York pour Hong Kong avec un autre journaliste du Guardian, Ewen MacAskill. Ils avaient rendez-vous dans un centre commercial jouxtant l’hôtel Mira, dans le quartier de Kowloon, avec un homme ayant un Rubik's Cube dans la main : il s’agissait de Snowden.
Le 5 juin 2013, Greenwald publie un premier article concernant les activités d’espionnage de la NSA : l’espionnage massif des appels téléphoniques de l’opérateur Verizon.
Le 6 juin 2013, Gellman publie avec Laura Poitras le premier article du Washington Post révélant le programme de surveillance PRISM.
Le 7 juin 2013, le ministère de la Défense du Royaume-Uni adresse à divers médias britanniques une DA-Notice, à ne pas publier, selon laquelle de nouveaux développements journalistiques sur ce thème pourraient « compromettre la sécurité nationale et peut-être du personnel du Royaume-Uni ».
Avant de révéler son identité, Snowden demande à ne pas être cité par de trop longues phrases de peur d’être identifié par analyse sémantique. Son identité est révélée publiquement, à sa demande, par le Guardian et le Washington Post le 9 juin 2013. Il explique sa décision de renoncer à l’anonymat en ces termes : « Je n'ai pas l'intention de me cacher, parce que je sais que je n'ai rien fait de mal. » Snowden est licencié de chez Booz Allen Hamilton le 10 juin 2013, à la suite, selon ses employeurs, d’une « violation du code d'éthique et de la politique de l'entreprise »,.
Au début, Snowden utilise le pseudonyme de Verax (qui signifie « celui qui dit la vérité », en latin). Il communique par email de façon chiffrée et héberge ses messages chez le service de courriel Lavabit, qui a la particularité de stocker les messages des utilisateurs de façon chiffrée sur ses serveurs. Le propriétaire de Lavabit avait reçu une ordonnance du tribunal lui demandant de coopérer avec le gouvernement américain pour espionner les utilisateurs du service. Considérant cette coopération comme une « complicité de crime contre le peuple américain », il la refuse et décide de fermer le service le 8 août 2013, le gouvernement lui interdisant de donner des détails sur cette fermeture,.
Quelques semaines après le début des révélations, David Cameron, alors Premier ministre du gouvernement du Royaume-Uni, demande au Guardian de restituer les documents en sa possession relatifs à la NSA et au GCHQ, qu’Edward Snowden leur a fournis. Le rédacteur en chef du journal, Alan Rusbridger, raconte que, dans un premier temps, ils refusent. Le gouvernement menace alors le journal d’une action judiciaire afin de se faire remettre ces documents. Le 20 juillet 2013, le Guardian se résigne alors à détruire les disques durs contenant les documents, en présence d’agents du GCHQ qui vérifient le bon déroulement de cette destruction. Le Guardian a fait savoir qu’ayant préalablement fait plusieurs copies des documents de Snowden sur des serveurs hors du Royaume-Uni, il continuera à publier des articles sur les révélations de Snowden.
Le 18 août 2013, le conjoint de Glenn Greenwald, en transit à l’aéroport d'Heathrow et qui revenait d’un séjour à Berlin où il avait travaillé avec Laura Poitras, est arrêté par des officiers britanniques et interrogé en vertu de la loi antiterroriste ; il est détenu pendant neuf heures afin d’être interrogé sur Edward Snowden et les activités des journalistes,,.
Le 23 août 2013, le Guardian annonce un partenariat avec le New York Times, afin de poursuivre la publication des révélations sur le GCHQ, en restant « hors de portée du gouvernement britannique ».
Le 2 septembre 2013, la commission parlementaire d’enquête du Sénat brésilien, mise en place pour enquêter sur des faits présumés d’espionnage des États-Unis au Brésil, a demandé à la police fédérale qu’elle assure la protection de Glenn Greenwald, le journaliste à l’origine de leur révélation.
Le 21 octobre 2013, le journal Le Monde indique collaborer avec le journaliste Glenn Greenwald et son équipe depuis le mois d’août afin de publier une série d’articles, en se concentrant sur la façon dont la NSA a travaillé sur des cibles françaises.
Le mardi 28 janvier 2014, Edward Snowden affirme que la NSA se livre à l'espionnage industriel pour mener une guerre économique.
Le 10 février 2014, Glenn Greenwald annonce le lancement de The Intercept, un magazine en ligne créé avec Jeremy Scahill et Laura Poitras, et financé par Pierre Omidyar,,. À court terme, le magazine doit servir de plate-forme pour présenter les documents sur la NSA révélés par Edward Snowden et, ainsi, poursuivre la publication d’enquêtes sur la surveillance globale par les États-Unis,.
Laura Poitras diffuse son film documentaire Citizenfour en avant-première le 10 octobre 2014 au Festival du film de New York. Le documentaire, qui évoque la surveillance mondiale généralisée, retrace notamment l’histoire d’Edward Snowden de Hong Kong à Moscou,. « Citizenfour » était le pseudonyme utilisé par Edward Snowden pour signer son premier courriel envoyé à Laura Poitras en janvier 2013.

### Envoi des documents de la NSA aux journalistes
Fin mai 2013, lors de sa rencontre à Hong Kong avec Glenn Greenwald, Snowden aurait communiqué entre 9 000 et 10 000 documents de la NSA.
Le 22 juin 2013, des officiels de la NSA indiquent qu’Edward Snowden n’a pas réussi à accéder aux « bijoux de la couronne », c’est-à-dire les documents les plus secrets de la NSA.
Début août 2013, le journaliste Glenn Greenwald précise que Snowden lui a confié entre 15 000 et 20 000 documents secrets américains[réf. obsolète].
Fin août 2013, la police britannique indique que le compagnon de Glenn Greenwald, interrogé par des officiers de police britanniques lorsqu’il était en transit à l’aéroport d’Heathrow le 18 août 2013,,, était en possession de 58 000 documents sensibles du renseignement britannique.
Le 1er novembre 2013, le général Keith B. Alexander, directeur de la NSA, déclare que la fuite concernerait entre 50 000 et 200 000 documents.
Le 14 décembre 2013, des officiers de la NSA indiquent que, six mois après le début de leur investigation, les enquêteurs ne sont toujours pas en mesure de quantifier avec exactitude l’ampleur de la fuite de données.
Le 15 décembre 2013, dans un reportage du magazine 60 Minutes sur la chaîne américaine CBS, un officier de la NSA confirme que le nombre actuel de documents concernés par la fuite s’élève à 1,7 million, ce qui en fait la plus importante fuite de données connue de l’histoire de la Communauté du renseignement américain. Lors de l’interview, l’officier précise qu’Edward Snowden a eu accès aux « clés du royaume » : 31 000 documents ultra-confidentiels de la NSA qui détaillent la connaissance de l’agence et ses lacunes, et donc les moyens que pourraient utiliser d’autres pays pour se protéger.
Le 2 mai 2016, Glenn Greenwald, de The Intercept, annonce qu'il va rendre accessible publiquement une importante masse de documents de la NSA fournis à l'origine par Edward Snowden sur le site du journal et sur le site d'hébergement GitHub. Il précise, cependant, que certains documents ne seront pas publiés car ils pourraient mettre gravement en danger des innocents. Par ailleurs, il invite l'ensemble des journalistes, y compris ceux de journaux étrangers, à participer à l'exploration de l'intégralité des archives fournies par Edward Snowden.

## Exil et asile

### Réfugié à Hong Kong

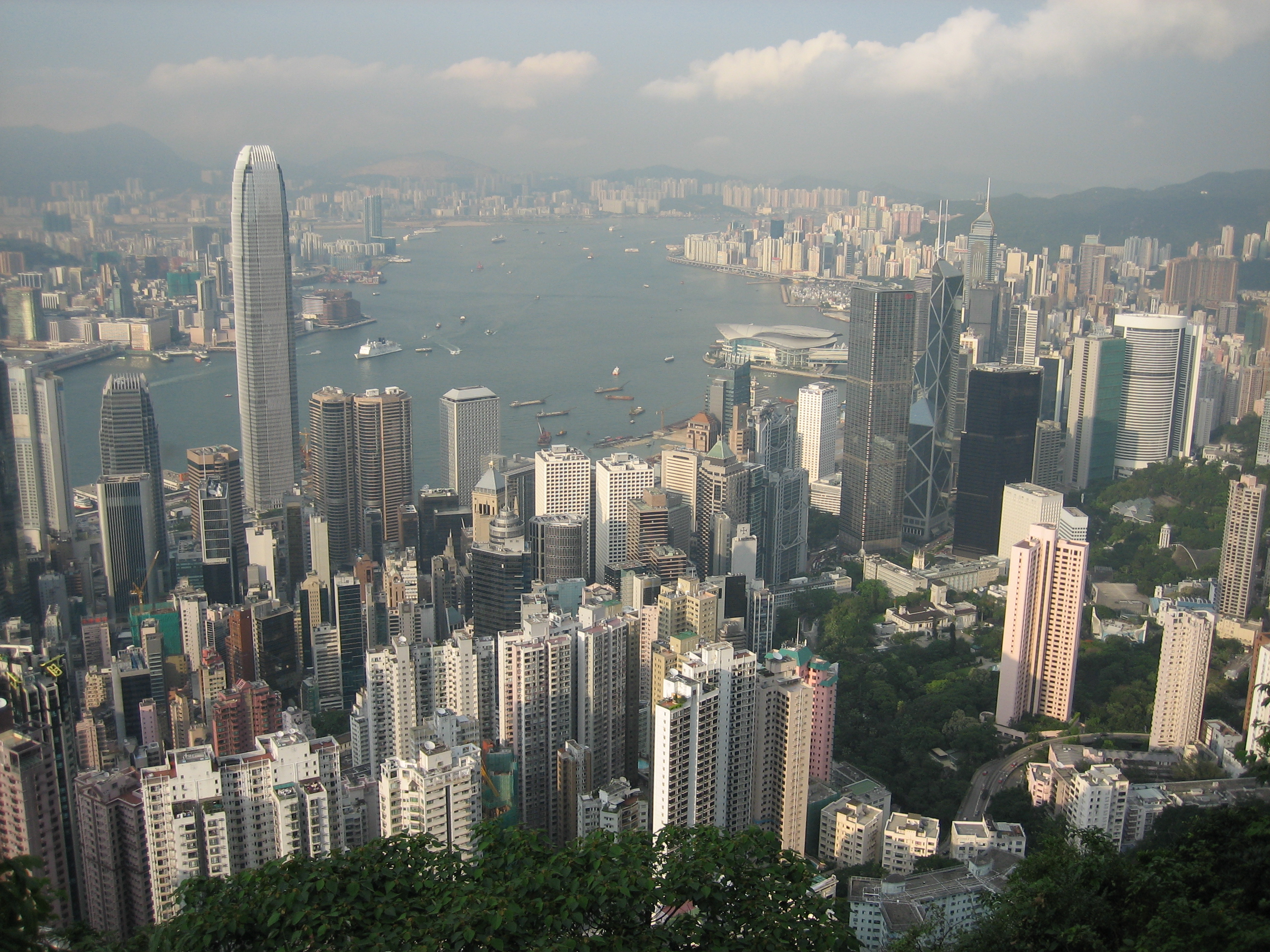
Panorama urbain de la ville de Hong Kong.

Ayant fui son pays, Edward Snowden était, depuis le 20 mai 2013, réfugié au sein de la région administrative spéciale (RAS) de Hong Kong en Chine,,,. Parmi les cibles de la NSA, des centaines sont visées depuis 2009 à Hong Kong ou en Chine, a affirmé Snowden, qui dit agir notamment pour dénoncer « l'hypocrisie du gouvernement américain quand il assure qu'il n'espionne pas d'infrastructures civiles, au contraire de ses adversaires ».
À Hong Kong, Edward Snowden demande aux avocats qui le secondent de mettre leur téléphone portable dans le réfrigérateur de sa planque, rapporte The New York Times. Objectif : « Bloquer toute écoute », non grâce au froid mais grâce à l’effet cage de Faraday : les épaisses parois de métal du réfrigérateur créent une sorte de barrière électromagnétique empêchant le passage des ondes radio et la transmission de données, explique un expert, Adam Harvey, dans le quotidien américain. Toutefois, l’utilisation d’un simple shaker semble plus efficace pour bloquer les ondes électromagnétiques, selon Michael Colombo du site internet Make (en), qui fait l’expérience comparative,.
Alors qu’il est probable que la Chine refuse d’extrader Edward Snowden (bien que Hong Kong ait un accord d’extradition avec les États-Unis), l’hebdomadaire français Le Nouvel Observateur reprend la question d’une éventuelle manipulation chinoise, ; ce que dément Snowden le 17 juin 2013, lors d’une discussion en direct avec les lecteurs du Guardian. Il ajoute : « Le gouvernement américain ne pourra pas étouffer [cette affaire] en m’emprisonnant ou en me tuant. La vérité est en marche et ne pourra pas être arrêtée »,.
Après ces révélations, Edward Snowden est aidé par plusieurs immigrés d’Asie du Sud-Est vivant à Hong Kong. En mars 2019, deux d'entre eux obtiennent l'asile au Canada.

### Réfugié à Moscou
Le 23 juin 2013, Edward Snowden embarque à bord d’un vol de la compagnie Aeroflot à destination de Moscou, en Russie, accompagné par Sarah Harrison, une conseillère de WikiLeaks. Le gouvernement de Hong Kong confirme l’information : « Aujourd'hui, Snowden a quitté Hong Kong volontairement pour un pays tiers de façon légale et normale », affirme un porte-parole. Les autorités hongkongaises n’ont, selon elles, « pas obtenu d'informations pertinentes » justifiant l’arrestation de l’Américain comme le demandaient les États-Unis. Ce même jour, afin de l’empêcher de voyager, le gouvernement américain révoque son passeport,.

#### Bloqué à l’aéroport Cheremetievo
À son arrivée à l’aéroport international Cheremetievo de Moscou, Snowden rencontre brièvement un diplomate de l’ambassade de l’Équateur à Moscou, le ministre des Affaires étrangères équatorien annonçant, pour sa part, que Snowden a demandé l’asile politique dans son pays,,.

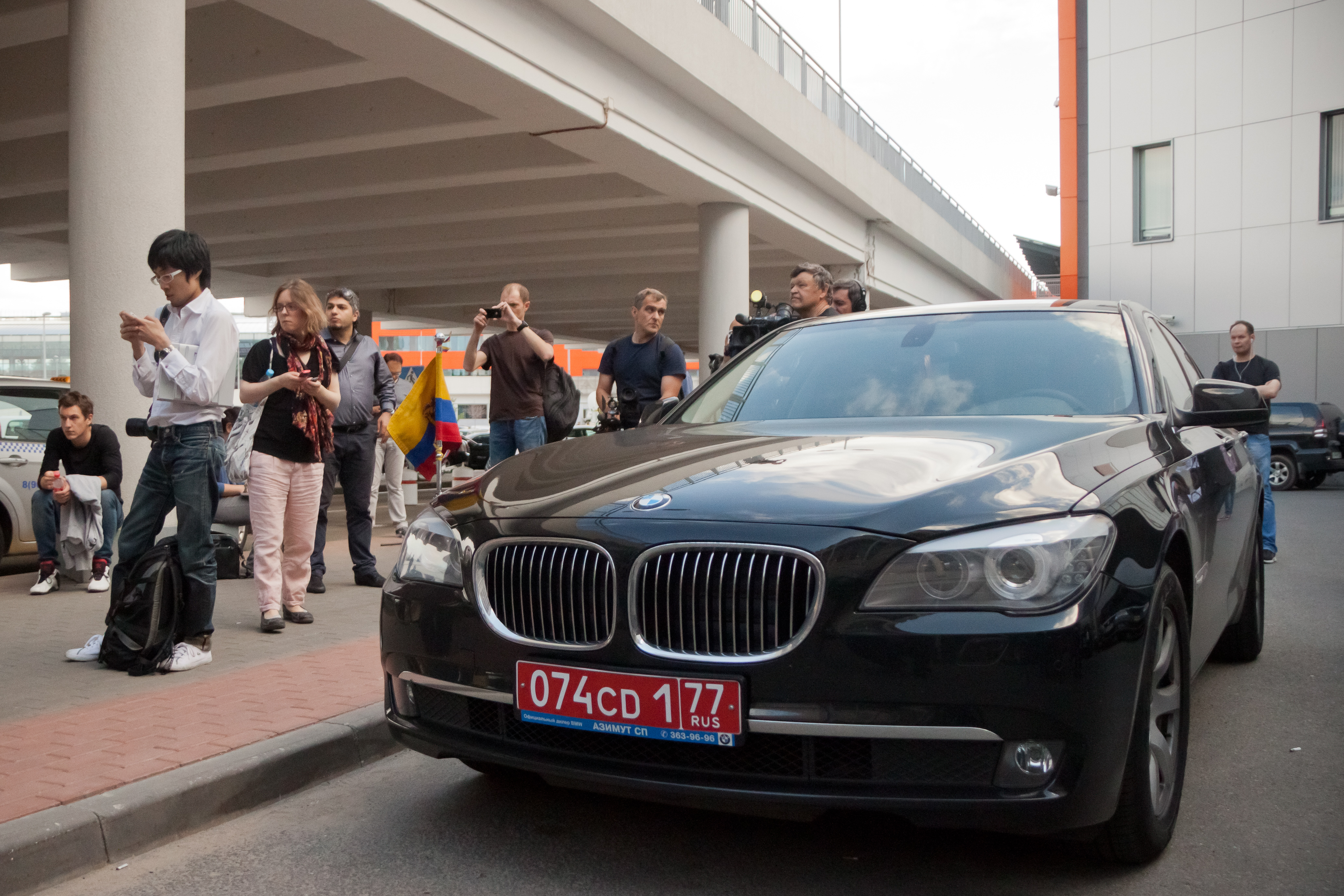
Voiture diplomatique de l’ambassade d’Équateur devant l’aéroport international Cheremetievo de Moscou, le 23 juin 2013.

Le 25 juin 2013, Edward Snowden, dans une lettre rendue publique par la presse locale, demande officiellement l’asile au gouvernement équatorien : 

« Moi, Edward Snowden, citoyen des États-Unis d'Amérique, je vous écris pour solliciter l'asile à la république de l’Équateur, face au risque de persécution de la part du gouvernement des États-Unis et de ses agents en relation avec ma décision de rendre publiques de graves violations de la part du gouvernement des États-Unis d'Amérique de leur Constitution – concrètement du quatrième et du cinquième amendement – ainsi que de plusieurs traités des Nations unies souscrits par mon pays. […] Je crois qu'il est improbable que je reçoive un traitement humain avant le procès et je cours en plus le risque d'une condamnation à perpétuité ou la mort. »

Selon un cadre de la compagnie Aeroflot cité par l’agence Reuters, Snowden réserve un siège sur un vol à destination de La Havane. D’après une journaliste de Reuters qui se trouve sur ce vol, l’ex-agent ne se trouve toutefois pas à bord. Le site WikiLeaks, fondé par Julian Assange, annonce alors que Snowden est « en route pour la République d'Équateur par un chemin sûr afin d'obtenir l'asile »,.
Le 25 juin 2013, le président russe Vladimir Poutine déclare qu’Edward Snowden est toujours dans la zone de transit de l’aéroport Cheremetievo ; son arrivée à Moscou étant, affirme-t-il, « totalement inattendue ». La présence de Snowden dans la zone de transit cause un début de crise diplomatique entre les États-Unis et la Russie,,, les Américains souhaitant que les Russes extradent Snowden vers les États-Unis, les Russes estimant, de leur côté que « les Américains ont mis en connaissance de cause Moscou dans l'embarras en n'avertissant pas à temps de l'annulation du passeport » d’Edward Snowden, affirme, le 28 juin 2013, une source proche du dossier à l’agence russe Interfax. « Si cela avait été su plus tôt, il est possible que Snowden n'aurait jamais décollé pour Moscou, et il n'y aurait pas eu toute cette histoire », ajoute la source.
Dans une interview donnée à la chaîne NBC le 28 juin 2013, Lonnie Snowden, le père d’Edward, déclare que son fils est prêt à envisager un retour sur le sol américain s’il obtient certaines garanties.
Par l’intermédiaire de son avocat, Lonnie Snowden adresse une lettre à Eric Holder, le ministre de la Justice américain. Il y explique que son fils est prêt à rentrer aux États-Unis à condition qu’il ne soit pas arrêté avant son procès. Il demande également qu’il puisse choisir le lieu où il sera jugé et qu’il ne soit pas tenu au silence. Selon NBC, les deux hommes ne se seraient pas parlé depuis le mois d'avril.

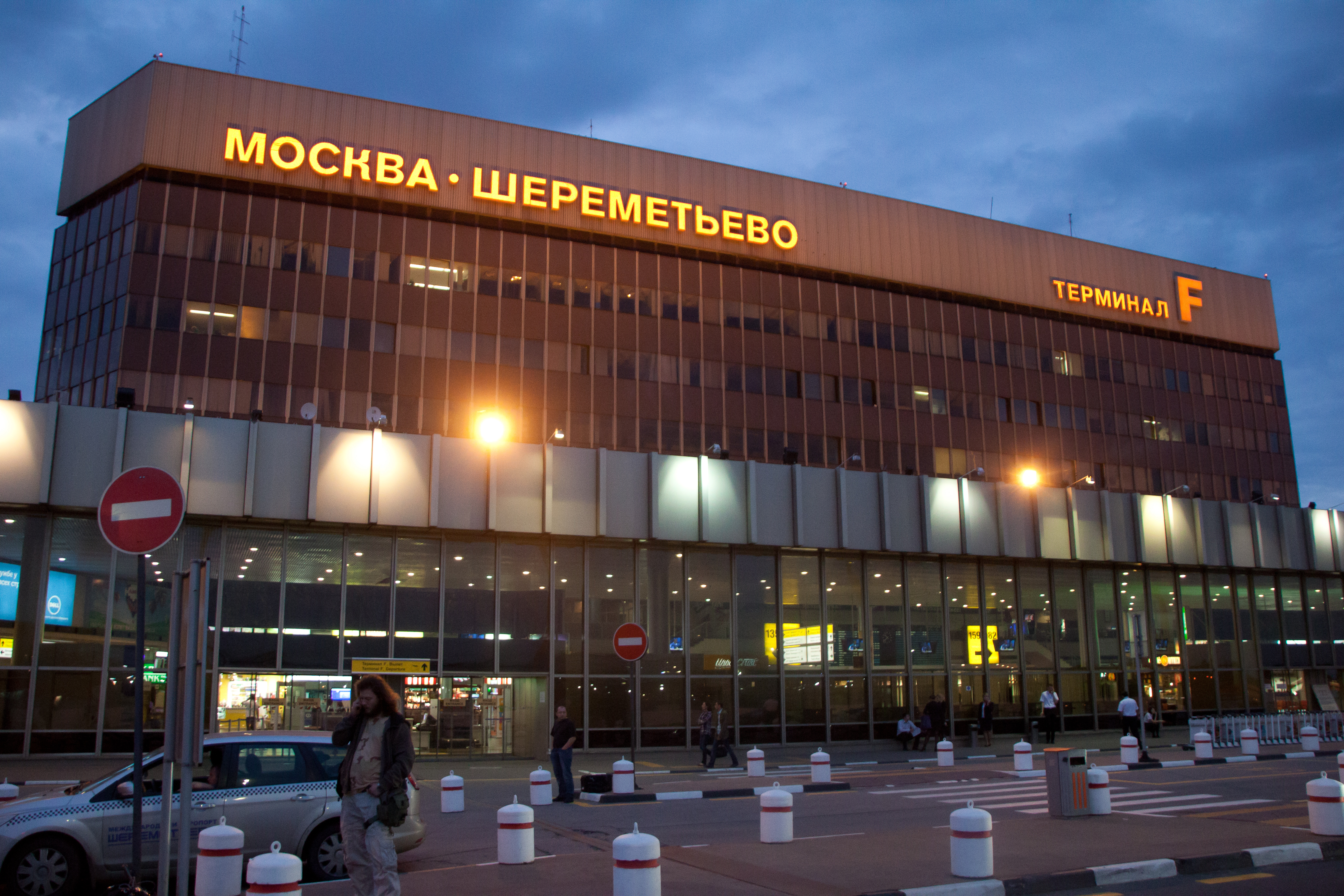
Terminal F de l’aéroport international Cheremetievo de Moscou, le 24 juin 2013.

Le 30 juin 2013, selon un responsable des services consulaires russes et l’agence Reuters, Edward Snowden aurait demandé l’asile politique à la Russie. Le lendemain, ce responsable russe précise : « La veille à 22 h 30, la citoyenne britannique Sarah Harrison (membre de WikiLeaks voyageant avec M. Snowden) s'est présentée au service consulaire de l'aéroport Cheremetievo et a transmis une demande d'asile politique de Snowden en Russie ».
Le 2 juillet 2013, le président russe, Vladimir Poutine déclare que Snowden pourrait rester en Russie uniquement s’il cessait « ses activités visant à faire du tort » aux Américains. « Comme il se considère comme un défenseur des droits de l'homme, il n’a manifestement pas l’intention de cesser ces activités, c’est pourquoi il doit choisir un pays où aller, et s’y rendre », a-t-il ajouté. Le porte-parole de la présidence de la fédération de Russie, Dmitri Peskov, ajoute : « Aucun pays ne peut livrer Snowden à un autre pays comme les États-Unis où est appliquée la peine de mort »
.

Le même jour, WikiLeaks annonce qu’Edward Snowden a fait une demande d’asile à vingt et un pays, dont l’Islande, l’Allemagne, la France, l’Inde, la Chine, Cuba, l’Équateur ou encore le Brésil,. Ces nouvelles demandes font suite à la réticence de l’Équateur quant à l’accueil de l’ancien agent de la NSA, réticences engendrées par la forte pression exercée par les États-Unis pour empêcher la demande de Snowden d'aboutir, comme il le dit lui-même dans un communiqué : 

« Jeudi, le président Obama a déclaré à la face du monde qu’il ne permettrait aucune « manigance ou marchandage » diplomatique à mon propos. [...] Cependant, on apprend maintenant qu’après avoir promis de ne pas agir de cette manière, le président a donné l’ordre à son vice-président de faire pression sur les dirigeants des pays auprès de qui j’ai demandé une protection pour rejeter mes demandes d’asile politique. [...] Ce type de méthode de la part d'un leader mondial n'est pas la justice… Il s’agit des vieux instruments d’agression politique,,. »

À cette période, Snowden renonce à demander l’asile politique en Russie et dénonce l’attitude de l’administration Obama à son égard : 

« Bien que je ne sois déclaré coupable de rien, [l'administration Obama] a unilatéralement annulé mon passeport, faisant de moi un apatride (…) Sans aucune décision de justice, cette administration tente à présent de m'empêcher d'exercer un droit fondamental, un droit qui appartient à tout le monde, le droit de demander asile. »

À ce sujet, le porte-parole du Kremlin, Dmitri Peskov, déclare à des journalistes : « En apprenant hier la position de Poutine sur les conditions nécessaires pour rester en Russie, Snowden a renoncé à sa demande ».

#### L’incident de l’avion présidentiel bolivien

L’Espagne, la France et l’Italie (en rouge) ont refusé le survol de leur espace aérien. L’avion présidentiel bolivien a atterri en Autriche (en jaune).

Le 3 juillet 2013, comme l’Italie, le Portugal et l’Espagne, la France ferme brutalement son espace aérien en raison de rumeurs selon lesquelles Edward Snowden se trouverait à bord de l’avion du président de Bolivie Evo Morales, qui revenait d’une conférence à Moscou. Ce refus de survol de son espace aérien provoque un scandale en Bolivie, où des manifestants boliviens en colère s’attaquent à l'ambassade de France à La Paz.
La Bolivie et les pays d’Amérique latine sont furieux et déposent plainte à l'ONU. La France refuse d'expliquer pourquoi elle a interdit pendant plusieurs heures le survol de son pays.
Le soir du 3 juillet 2013, Paris fait part à la Bolivie de ses « regrets », évoquant un « contretemps », le porte-parole du ministère de Laurent Fabius indiquant que « le ministre des Affaires étrangères a téléphoné à son homologue bolivien pour lui faire part des regrets de la France à la suite du contretemps occasionné pour le président Morales par les retards dans la confirmation de l'autorisation de survol du territoire par l'avion du président ».
Le 5 juillet 2013, le président du Venezuela, Nicolás Maduro, et le président du Nicaragua, Daniel Ortega, affirment tous les deux qu'ils sont disposés à accorder l'asile à Edward Snowden,. Nicolás Maduro, au cours d’une célébration de l’indépendance du Venezuela, annonce qu’il entend « le protéger de la persécution de l'empire le plus puissant du monde, qui s'est déchaînée sur lui ». Daniel Ortega confirme pour sa part avoir reçu une demande de Snowden à l’ambassade du Nicaragua à Moscou : « Nous, nous sommes ouverts et respectueux du droit d'asile, et il est clair que si les circonstances le permettent, nous recevrons Snowden avec grand plaisir et lui donnerons l'asile ici au Nicaragua ». Le 6 juillet 2013, à la suite de ses ennuis avec certains pays européens qui lui ont refusé le survol de leur espace aérien, Evo Morales offre lui aussi l’asile politique à Snowden.
Le 7 juillet 2013, le président cubain Raúl Castro soutient le droit de ces pays à offrir l’asile politique à ceux qui sont « persécutés pour leur idéal ou en raison de leur lutte pour les droits démocratiques ». Ce soutien est important, notamment en l’absence de vol commercial direct à partir de Moscou vers l’un des trois pays latino-américains susceptibles d’offrir l’asile à Snowden, ce qui l’obligerait théoriquement à faire escale à La Havane.

#### Choix de l’asile en Russie
Le 12 juillet 2013, lors d’une rencontre avec des avocats et des défenseurs des droits de l’homme à l’aéroport de Moscou, Edward Snowden déclare qu’il va demander à nouveau l’asile politique en Russie,, ce qui est confirmé par son avocat Anatoli Koutcherena.
Trois pays d’Amérique latine ainsi que Cuba sont prêts à l’accueillir, mais Snowden invoque l’impossibilité de rejoindre ces pays pour expliquer sa demande, n’ayant pas de passeport pour pouvoir se déplacer hors de Russie : « Je ne peux qu'accepter l'offre de la Russie car je suis dans l'impossibilité de me déplacer ».
Le même jour, le président de la Douma, Sergueï Narychkine, s’exprime en faveur de l’accueil de Snowden : « La Russie doit accorder à Snowden l'asile politique ou un asile politique temporaire », déclare-t-il, le considérant « comme un défenseur des droits de l'homme ». Le porte-parole de la présidence russe, Dmitri Peskov, réitère via l’agence Interfax les conditions déjà fixées la semaine dernière par Vladimir Poutine lui-même : s’il formule réellement une demande d’asile à la Russie, « Snowden pourrait théoriquement rester si, premièrement, il renonce totalement à ses activités qui font du tort à nos partenaires américains, et, deuxièmement, si lui-même le souhaite ».
Le 15 juillet 2013, le président russe Vladimir Poutine accuse les États-Unis d’avoir « coincé » Edward Snowden en Russie : « Il est arrivé sur notre territoire sans invitation, en transit vers d'autres pays. Nos collègues américains l'ont de facto coincé [en Russie] après avoir intimidé tous les pays prêts à l'accueillir ».
Le 16 juillet 2013, Edward Snowden dépose officiellement sa demande d’asile en Russie afin d’obtenir le statut de réfugié politique, qui lui permettrait ensuite de quitter Moscou à destination d’un autre pays, la réponse des autorités russes étant attendue dans les trois mois.
Le 24 juillet 2013, la presse annonce qu’Edward Snowden devrait être autorisé à quitter l’aéroport de Cheremetievo où il est confiné depuis un mois, mais que cette décision ne sera effective que lorsque les papiers d’immigration seront remplis ; de son côté, Michael McFaul, l'ambassadeur américain à Moscou, confirme que les États-Unis ne demandent pas l’extradition de Snowden mais son retour volontaire dans sa patrie.

### Asile en Russie
Le 31 juillet 2013, la Russie, qui ne dispose pas d’accord d’extradition avec les États-Unis, accorde un asile temporaire d’un an à Edward Snowden,. Ce statut de réfugié lui permet de travailler mais, en contrepartie, il ne doit pas quitter la Russie.
Le 1er août 2013, Snowden « remercie la Russie de [lui] accorder l'asile en accord avec ses lois et ses obligations internationales » et indique que « lors des huit dernières semaines, on a vu l'administration Obama ne montrer aucun respect pour les lois internationales et nationales, mais en fin de compte la justice a gagné ». En outre, son avocat russe, Anatoli Koutcherena, indique que « Edward Snowden ne diffusera plus de documents sur les programmes de surveillance américains à travers le monde mais veut refaire sa vie en Russie »,.
Libre de se déplacer en Russie après un mois de confinement, Snowden quitte l’aéroport Cheremetievo le 1er août 2013,,. Son avocat russe a précisé qu’il avait trouvé refuge chez des expatriés américains, mais n’a pas révélé sa localisation.
Le 7 octobre 2013, le site russe Life News indique avoir « obtenu une preuve que Snowden se trouve à Moscou » et publie une photo d’un homme ressemblant à l’informaticien américain,. Son avocat a confirmé qu’il s’agit bien de lui.
Le 7 août 2014, alors que l’asile temporaire d’un an expire, son avocat Anatoli Koutcherena annonce qu’Edward Snowden obtient, à compter du 1er aout 2014, un permis de séjour en Russie de 3 ans, renouvelé en 2017 puis en 2020. Ce nouveau statut lui permet de voyager librement à l’étranger,.
Le 22 octobre 2020, Snowden se voit accorder un titre de résident permanent en Russie. Le 26 septembre 2022, le président russe Vladimir Poutine signe un décret (oukase) lui accordant la citoyenneté russe.

### Demande d'asile en France
En juin 2014, des vagues de mobilisations, et notamment une pétition est lancée sous l’impulsion du journal L’Express, pour appeler à l’asile politique de Snowden en France.
En juin 2014, Chantal Jouanno (Vice-présidente de l'UDI, Sénatrice) et Catherine Morin-Desailly (Sénatrice, UDI) déposent une proposition de résolution du Sénat visant à accorder l'asile à Edward Snowden. Elles déclarent que « les révélations d'Edward Snowden ont montré que les collectes massives d'informations par la NSA, concernant des citoyens du monde entier, dépassaient le cadre de la lutte nécessaire contre le terrorisme ou contre les autres risques géopolitiques ». Elles souhaitent également qu'Edward Snowden soit fait citoyen d'honneur, en se fondant sur l'article 14 de la Déclaration universelle des droits de l'homme sur le droit d'asile (« Devant la persécution, toute personne a le droit de chercher asile et de bénéficier de l'asile en d'autres pays... ») et « du caractère éthique de la démarche de Snowden ».
Le 16 septembre 2019, à la suite d'un message de Snowden dans lequel il explique qu' « il aimerait beaucoup » qu’Emmanuel Macron lui accorde l’asile, certaines personnalités politiques se décident et prennent parti pour ou contre le fait de lui accorder le droit d'asile. Les uns approuvent, comme Nicole Belloubet, ministre de la Justice, ou Nathalie Loiseau, eurodéputée La République en marche, mais aussi Marine Le Pen, députée Rassemblement national ou encore Jean-Luc Mélenchon, député La France insoumise. Les autres refusent, comme François Hollande qui n'avait déjà pas donné suite en 2013. Le gouvernement français, par l'intermédiaire du ministre des Affaires étrangères Jean-Yves Le Drian, indique n'avoir « pas changé d'avis » et lui refuse l'asile,.

## Activités médiatiques et politiques
Après avoir fourni tous ses documents aux journalistes, et malgré le fait qu’il ait dû « renoncer à ses activités qui font du tort [aux] partenaires américains » pour obtenir le droit d’asile en Russie, Edward Snowden garde le contact avec les médias et reste actif politiquement.
Le 17 décembre 2013, le journal brésilien Folha de S.Paulo publie une lettre ouverte d’Edward Snowden dans laquelle il déclare être « prêt à aider des sénateurs brésiliens » qui lui ont demandé assistance dans « leurs enquêtes sur les soupçons de crimes contre des citoyens brésiliens »,.
Le 14 janvier 2014, Daniel Ellsberg annonce qu’Edward Snowden sera membre du conseil d’administration de la Freedom of the Press Foundation à compter de février 2014,.
Le 23 janvier 2014, Edward Snowden répond en direct aux questions des internautes lors d’un dialogue en ligne organisé par « The Courage Foundation »,,. À cette occasion, il précise qu’un retour aux États-Unis « n’est malheureusement pas possible », car « la loi américaine de protection des lanceurs d’alerte ne protège pas les sous-traitants dans le domaine de la sécurité nationale ». Par ailleurs, il réaffirme son opposition à la collecte massive des métadonnées, car « il n’y a aucune raison de poursuivre un programme non constitutionnel, qui n’a que 0 % de taux de succès » et qui n’a pas contribué à déjouer « ne serait-ce qu’un seul projet d’attentat », même s’il précise que « l’espionnage n’était pas mauvais en soi ».
Le 26 janvier 2014, une chaîne de télévision allemande du groupe ARD diffuse une longue interview d’Edward Snowden, filmée trois jours plus tôt à Moscou,. Dans cette interview, il affirme notamment que la NSA utilise parfois des informations collectées à des fins économiques.
Le 7 mars 2014, Edward Snowden apporte son témoignage aux députés européens dans le cadre du Comité d’enquête sur la surveillance électronique de masse de citoyens de l’Union européenne, sous la forme d’une lettre de douze pages,. Il explique à cette occasion que « l’une des activités essentielles de la division des affaires étrangères de la NSA est de faire pression sur les États membres de l’Union européenne, pour qu’ils changent leurs lois et permettent ainsi la surveillance de masse »,. Il indique également que la NSA aurait multiplié les accords de coopération avec les États européens pour avoir accès aux données. Il cite l’exemple du Danemark et de l’Allemagne, qui peuvent, chacun, mettre leurs centres d’interception de données à disposition de la NSA, à la condition qu’elle ne recherche aucune donnée danoise ou allemande sur leurs territoires respectifs. Mais les deux centres, observe-t-il, vont permettre à la NSA de récupérer des données danoises en transit en Allemagne et des données allemandes en transit au Danemark,. Par ailleurs, il rappelle que les chefs des services de renseignement ont affirmé que 54 attaques terroristes avaient été déjouées grâce aux systèmes de surveillance globale, mais que la commission d’enquête demandée par le président Barack Obama a démontré que la NSA n’avait pas pu apporter la preuve d’un seul complot déjoué sur le sol américain.
Le 10 mars 2014, Edward Snowden a fait sa première apparition publique depuis le début de l’affaire, par vidéo interposée depuis Moscou, lors du festival South by Southwest organisé à Austin, aux États-Unis,,. Selon lui, la surveillance globale telle que pratiquée par la NSA a montré ses limites, voire son inefficacité,. Il indique aussi que « la NSA, cette surveillance de masse qui s’étend à tous les pays, est en train de mettre le feu au futur d’internet. Et vous, tous les gens présents dans cette salle, êtes les pompiers. ». Il suggère une réaction d’ordre politique, avec notamment le renforcement des organes de supervision et une réaction des citoyens à travers leur utilisation quotidienne de l’Internet, comme le recours au chiffrement.
Le 18 mars 2014, lors d’une conférence TED à Vancouver, Edward Snowden affirme en direct que « le plus gros » des révélations sur la NSA, était à venir,,.
Le 17 avril 2014, Edward Snowden pose une question en direct au président russe Vladimir Poutine sur la surveillance globale mise en place par la Russie. Ce dernier répond en indiquant que « nos agents sont contrôlés par la loi. Il faut obtenir une autorisation de justice pour surveiller quelqu'un individuellement. Nous n'avons pas d'autorisation de faire des écoutes globales de la population et nos lois ne le permettraient pas ».
Le 19 juillet 2014, le Guardian publie une interview d’Edward Snowden, réalisée par Alan Rusbridger, le rédacteur en chef du journal, et par Ewen MacAskill, le journaliste qui avait accompagné Snowden à Hong Kong.
Le 13 août 2014, le magazine américain Wired publie une longue interview d’Edward Snowden, réalisée à Moscou par le journaliste James Bamford, l’un des meilleurs spécialistes de la NSA,. Cette interview permet à Edward Snowden de réaffirmer son rôle de patriote, contraint à la désobéissance pour sauvegarder les libertés fondamentales. Il confirme également sa volonté de retourner, à moyen terme, aux États-Unis.
Le 10 décembre 2014, dans le cadre de la Journée internationale des droits de l'homme, Edward Snowden donne sa première téléconférence publique en France depuis Moscou, dans le cadre d’un débat intitulé « Surveillance des données et respect de la vie privée » organisé par la section française d’Amnesty International,.
Le 5 mars 2015, Edward Snowden participe à une visioconférence depuis la Russie, dans le cadre du festival du film et forum international sur les droits humains de Genève. Il s’y exprime notamment sur sa conception du patriotisme : « Le patriotisme, ce n’est pas aimer un gouvernement, mais aimer un pays ; le patriotisme, c’est aimer son peuple ». Il déplore également l’impérialisme des États-Unis, qui base sa politique sur des mensonges, comme les fausses preuves sur les armes de destruction massive qui ont amené les États-Unis à déclencher la guerre d'Irak en 2003, et le fait que cette politique ne profite qu’à une élite dans le pays.
Il estime aussi que la Suisse pourrait être un pays d’accueil possible où trouver refuge, mais que c’est une question qui relève du peuple suisse, de ses politiciens et du Conseil fédéral. Il doute néanmoins que les États-Unis le laissent sortir de Russie, et que s’il devait y avoir un procès aux États-Unis, cela se ferait dans des conditions qui ne seraient pas équitables. Il ne veut pas d’un procès avec une présentation secrète des preuves, des témoins secrets et une interprétation secrète du droit. Or, sur ce point, le gouvernement des États-Unis n’a clairement pas accepté le principe d’un procès public. Enfin, il déclare que sa situation d’exilé lui pèse car il ne peut pas voir souvent sa famille ni ses amis, mais qu’il ne se sent pas déprimé car il se sent plein d’énergie, il se sent soutenu et a le sentiment que malgré ces contraintes, il a fait sa part pour changer les choses.

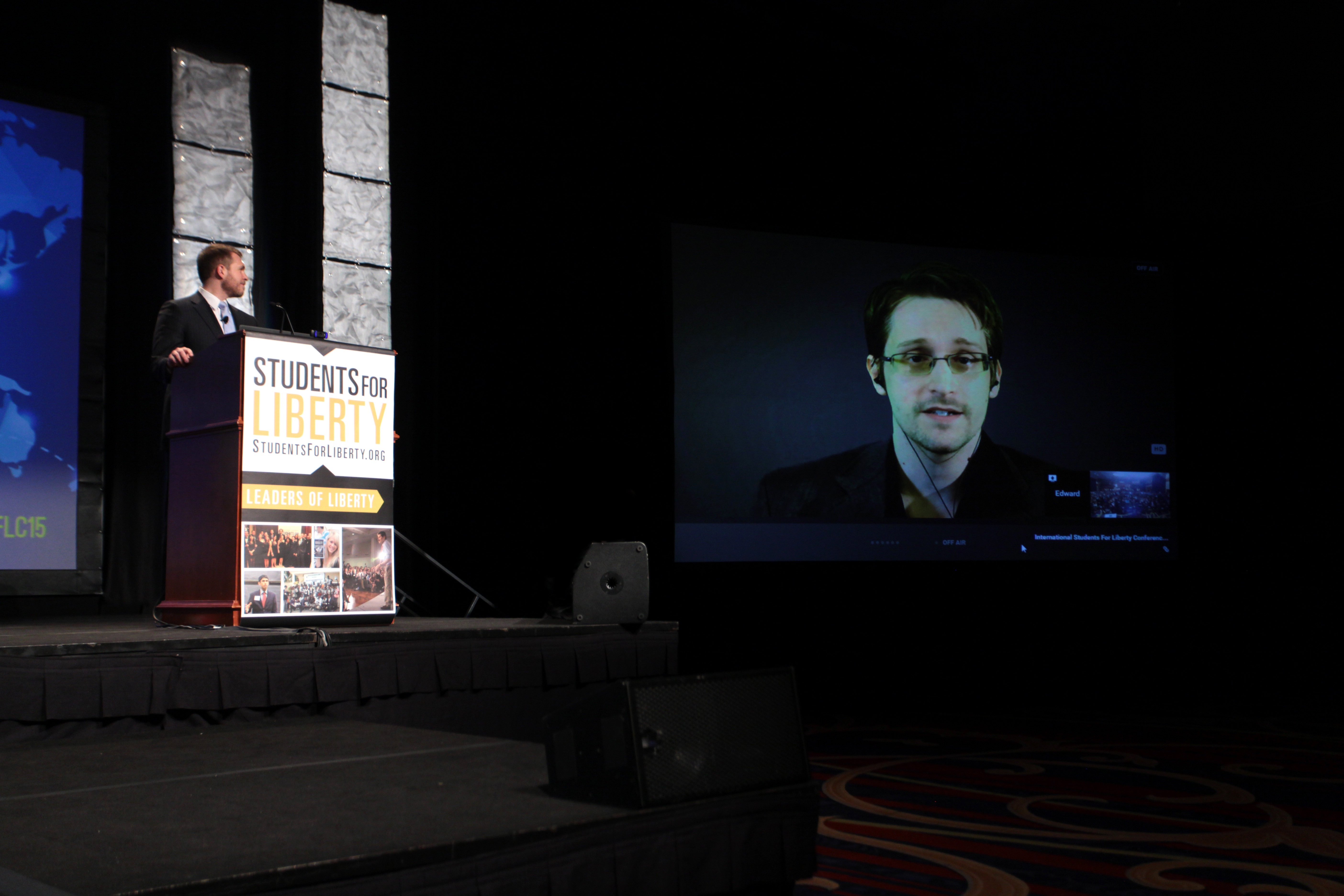
Edward Snowden (en visioconférence) à la conférence internationale de Students for Liberty à Washington en 2015.

Depuis le 29 septembre 2015, Edward Snowden dispose d'un compte sur le réseau social Twitter, @snowden. En moins de 48 heures, il réunit 1,16 million de supporteurs, « mais lui ne suit qu’un compte pour le moment : celui de la NSA »,. Son premier message, Can you hear me now (« Pouvez-vous m’entendre maintenant »), retweeté 120 000 fois, est une référence à un célèbre slogan publicitaire de Verizon, qui se trouve être le premier opérateur téléphonique à avoir été impliqué dans le scandale des écoutes téléphoniques,.
En avril 2016, Edward Snowden enregistre un morceau intitulé Exit avec Jean-Michel Jarre, figurant dans son album Electronica volume II: The Heart Of Noise qui sort le 6 mai 2016,.
Le 21 avril 2016, la branche norvégienne du PEN Club annonce l'intention d'Edward Snowden de poursuivre la Norvège en justice pour s'assurer de pouvoir aller chercher sa récompense décernée par l'organisation (le prix Ossietzky de la liberté d'expression) sans risque d'extradition.
Le 6 juin 2016, Edward Snowden met en garde le Japon contre l'espionnage de la NSA.
En août 2016, à la suite du piratage des outils de cyber-attaque de la NSA, Edward Snowden émet publiquement sur Twitter l'hypothèse que les services de renseignement russes pourraient être derrière cette fuite.
En décembre 2017, il développe avec le collectif Guardian Project l'application libre Haven, qui permet de transformer un smartphone Android en appareil de surveillance pour se protéger des intrusions,.
En juin 2019, Edward Snowden s’oppose à l’article 13 de proposition de directive sur le droit d’auteur.
Il fait paraître, en septembre 2019, son autobiographie (Mémoires vives, pour l'édition française). Le gouvernement américain réagit en réclamant en justice la saisie des recettes et affirme : « Nous ne permettons pas à des individus de s’enrichir aux dépens des États-Unis »,,.

## Réactions

### Au sujet de ses révélations

#### Nations unies
Le 27 octobre 2013, le Conseil des droits de l’homme des Nations unies a adopté à l’unanimité une résolution présentée par le Brésil et l’Allemagne visant à protéger le droit à la vie privée contre la surveillance illégale,,.
En octobre 2015, Michel Forst, rapporteur spécial des Nations unies sur la situation des défenseurs des droits de l'homme, adresse une lettre d'allégation au gouvernement des États-Unis, questionnant le traitement judiciaire du dossier d'Edward Snowden.

#### Amériques

##### États-Unis
Le 13 juin 2013, le directeur du Federal Bureau of Investigation (FBI), Robert Mueller, confirme qu’une enquête pénale est lancée contre Edward Snowden. « Ces fuites ont causé des dommages importants à notre pays et à notre sécurité. Nous prenons toutes les mesures nécessaires pour que cette personne soit tenue pour responsable de ces fuites », déclare-t-il lors d’une audition devant la Chambre des représentants des États-Unis.
Le 19 juin 2013, le président des États-Unis, Barack Obama, en visite officielle à Berlin, indique en réponse à la chancelière allemande Angela Merkel, qui lui rappelait que la surveillance d’Internet doit avoir des limites, que le programme de surveillance PRISM ne s’applique qu’à la lutte contre le terrorisme et au trafic d’armes.
Le 22 juin 2013, selon le Washington Post, Edward Snowden est inculpé d’espionnage, de vol et d’utilisation illégale de biens gouvernementaux,. La plainte est déposée en Virginie, où se trouve le siège de Booz Allen Hamilton, la société qui l'employait.
Le 17 juillet 2013, des parlementaires américains issus des deux principaux partis politiques américains, participant à la commission judiciaire de la Chambre des représentants, dénoncent les programmes de surveillance mis en place par la National Security Agency (NSA) et menacent de ne pas les renouveler, jugeant qu’ils violent la vie privée des Américains.
La représentante démocrate Zoe Lofgren affirme, à ce sujet, qu’elle croit « très clairement que ce programme est sorti des rails de la légalité ». Le principal élu démocrate de cette commission judiciaire, John Conyers, estime que c’est « intenable, c'est scandaleux et [que cela] doit être stoppé immédiatement. Il me semble que nous avons une très sérieuse violation de la loi ». Le républicain Jim Sensenbrenner, l’un des promoteurs du « USA PATRIOT Act » en 2001 et de sa section 215, qui prévoit la collecte des métadonnées, a mis en garde James M. Cole (en), le procureur général adjoint des États-Unis : « La section 215 expire à la fin de 2015 et, à moins que vous ne réalisiez que vous avez un problème, elle ne sera pas renouvelée [...] il n'y a pas les votes à la Chambre des représentants, vous devez changer la façon dont vous utilisez la section 215, sinon dans un an et demi, vous ne l'aurez plus ».
Snowden a, depuis, reçu le soutien de l'ancien président démocrate Jimmy Carter, qui pense que la démocratie aux États-Unis est actuellement en panne et que ces révélations sont probablement salutaires sur le long terme ; il reçoit aussi le soutien de l’ancien sénateur républicain Gordon J. Humphrey (en), lequel l’encourage dans sa démarche en considérant ce programme de surveillance comme une violation généralisée de la Constitution des États-Unis.
Le 23 juillet 2013, les États-Unis s’engagent, par une lettre d’Eric Holder, le procureur général des États-Unis adressée à son homologue russe, à ce qu’Edward Snowden ne soit ni condamné à mort, ni torturé en cas d’extradition dans son pays.
Le 8 août 2013, selon une enquête menée à l’échelle nationale par l’université Quinnipiac, une majorité d’électeurs américains estiment que l’ex-consultant de la NSA est un « dénonciateur » plutôt qu’un « traître ». Près de 55 % des électeurs américains considèrent que Snowden est un « lanceur d’alerte », contre 34 % qui pensent qu’il a trahi son pays. « La plupart des électeurs américains ont une image positive d'Edward Snowden, mais c'était avant qu'il obtienne l'asile en Russie », a toutefois précisé Peter A. Brown, directeur adjoint de l’institut de sondage de l’université Quinnipiac. Le sondage montre, en outre, que 38 % des électeurs se disant républicains voient Snowden comme un traître et 51 % comme un dénonciateur, contre respectivement 36 % et 56 % du côté des démocrates.

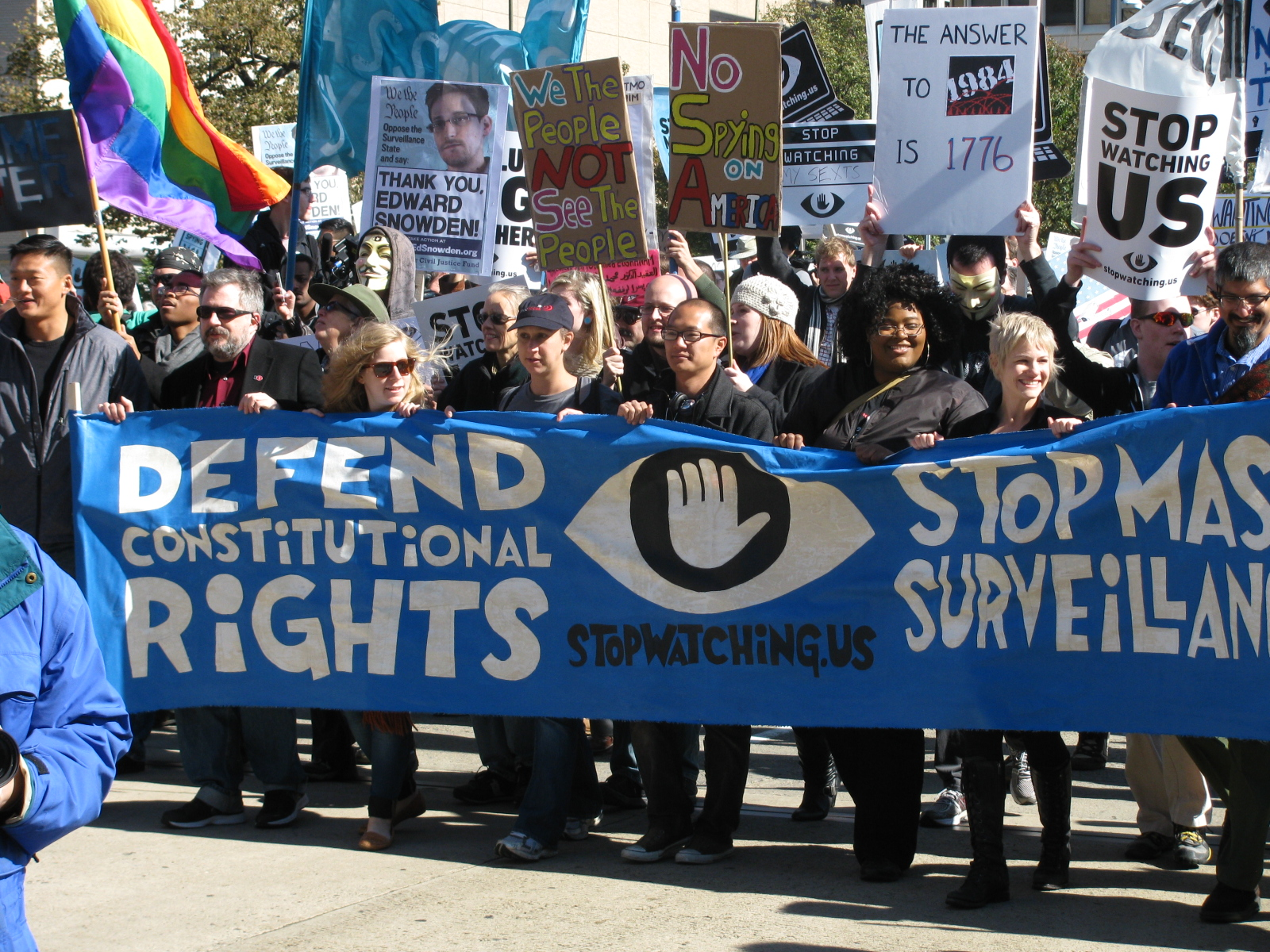
Manifestation « Stop Watching US », le 26 octobre 2013 à Washington,,.

Le 31 décembre 2013, la société Apple nie avoir eu connaissance du programme « DROPOUT JEEP » qui donne à la NSA accès aux contenus présents des iPhones (messages vocaux, listes de contact, textos, fichiers, historique de géolocalisation) ainsi qu’à leur matériel (microphone et appareil photo).
Le 7 janvier 2014, quatre anciens responsables et collaborateurs de la NSA (William Binney, Thomas Drake, Edward Loomis et J. Kirk Wiebe), en collaboration avec d’autres vétérans des services de renseignement américains (Veteran Intelligence Professionals for Sanity (en)) comme Daniel Ellsberg, adressent au président Barack Obama une note publique détaillée, expliquant comment — de leur point de vue — les dirigeants de la NSA ont « bâclé la collecte et l’analyse des renseignements avant les attaques du 11 septembre 2001, couvert leurs propres erreurs et violé les droits constitutionnels du peuple américain, tout en gaspillant des milliards de dollars et en trompant le public »,.
Le 17 février 2014, James R. Clapper, directeur du renseignement national des États-Unis, reconnaît pour la première fois que la « collecte et le stockage de millions d’enregistrements d’appels ont été maintenus trop secrets pendant trop longtemps ».
Le 10 juin 2014, l’ancien vice-président Al Gore indique qu’Edward Snowden a « rendu un important service », en « révélant le viol de lois importantes, dont des violations de la Constitution des États-Unis », ce qui était « bien plus sérieux que les crimes qu’il a commis »,.
En octobre 2014, un artiste américain, Jim Dessicino, réalise une statue à l’effigie d’Edward Snowden de 2,70 mètres. Elle est exposée pendant quelques heures, le vendredi 10 octobre 2014, dans le parc d’Union Square à Manhattan, en face d’une statue d’Abraham Lincoln, avant que des policiers ne demandent à son créateur de la déménager en l’absence d’autorisation.
Le 18 novembre 2015, le directeur de la CIA John Brennan déclare, à la suite des attentats de Paris du 13 novembre 2015, que « Snowden avait du sang sur les mains ». The New York Times prend la défense d'Edward Snowden, qualifiant ces propos de « honteusement bas »,.
Le 28 novembre 2015, à la suite du vote de l'« USA Freedom Act » au début de juin 2015, la NSA met fin à la collecte de métadonnées téléphoniques sur le sol américain. Ces données seront désormais stockées par les opérateurs et les agences ne pourront y avoir accès que sur ordonnance délivrée par un tribunal spécial.
Le 2 septembre 2020, un tribunal fédéral américain a statué que le programme de surveillance de masse du renseignement américain, dénoncé par Edward Snowden, était illégal et peut-être inconstitutionnel. La cour d'appel a également estimé que les dirigeants du renseignement américain, qui l'ont défendu publiquement, ne disaient pas la vérité.

##### Brésil
Le 7 juillet 2013, à la suite des révélations d’Edward Snowden concernant l’espionnage des entreprises et particuliers brésiliens, le porte-parole du ministère des Affaires étrangères brésilien, Tovar Nunes, a qualifié ces révélations « d'extrêmement graves ».
Le 20 juillet 2013, l’agence Associated Press, citant les autorités brésiliennes, indique que Joe Biden, le vice-président des États-Unis, s’est entretenu par téléphone avec Dilma Rousseff, la présidente brésilienne, pour tenter d’apaiser les tensions survenues dans les relations entre les deux pays à la suite des révélations d’Edward Snowden concernant l’espionnage pratiqué par les États-Unis.

##### Pérou
Le 18 juillet 2013, à la suite des accusations d’espionnage en Amérique latine portées par le journal brésilien O Globo basées sur des documents d’Edward Snowden, les autorités du Pérou ont demandé des explications aux États-Unis pour les activités présumées d’espionnage dont le pays aurait été la cible, a indiqué à l’AFP, Eda Rivas, la ministre des Affaires étrangères péruvienne.

#### Europe

##### Union européenne
À la suite des révélations du 29 juin 2013 du Spiegel et du Guardian sur l’espionnage de l’Union européenne par la NSA, le président du Parlement européen, l'Allemand Martin Schulz, estime que « si cela se confirme, il s'agit d'un immense scandale » et que « cela nuirait considérablement aux relations entre l'Union européenne et les États-Unis ».
Le 3 juillet 2013, le groupe écologiste au Parlement européen, par la voix de son coprésident Daniel Cohn-Bendit, indique, lors d’une interview sur France Inter, proposer Edward Snowden au prix Sakharov pour la liberté de pensée. Le député européen appelle également à une rupture immédiate des négociations sur le traité de libre-échange transatlantique tant qu’un accord n’a pas été signé avec les États-Unis sur la protection des données.
Le 4 juillet 2013, le Parlement européen confie à la Commission des libertés civiles, de la justice et des affaires intérieures (LIBE) le soin de mener une enquête parlementaire sur la surveillance de masse, conduite par les États-Unis et certains États membres de l’Union européenne, des citoyens de l’Union européenne,. Cette commission d’enquête vise à recueillir les preuves sur les programmes de surveillance, réaliser des investigations, analyser leurs impacts sur les droits fondamentaux des citoyens européens et proposer des mesures de prévention et de protection au niveau européen. Les eurodéputés organisent ainsi une riposte politique au nom des citoyens qu’ils représentent et souhaitent entendre les responsables américains, dont le directeur de la NSA Keith B. Alexander et Edward Snowden.
Le Parlement européen a voté, le 29 octobre 2015, une résolution condamnant à nouveau la surveillance des citoyens européens par les services secrets européens et américains,. Un amendement en particulier, adopté par 285 voix contre 281, recommande aux États membres de protéger Edward Snowden, les invitant à « cesser toute action judiciaire contre Edward Snowden et à lui accorder leur protection, et donc d’empêcher qu’il soit extradé ou livré à des pays tiers, en reconnaissance de son statut de lanceur d’alerte et de défenseur des droits humains internationaux ».

##### Jugement de la Cour européenne des droits de l'homme
Le 25 mai 2021, la Grande Chambre de la Cour européenne des droits de l'homme juge que le service secret britannique GCHQ a violé les droits de l'homme en interceptant massivement des télécommunications privées. La Cour arrête que la collecte massive de données est illégale et viole le droit à la vie privée. Elle décide toutefois que le partage de données pertinentes avec des agences étrangères n'est pas illégal.
Ce jugement de la Grande Chambre est une victoire historique pour l’ ONG Big Brother Watch, qui avait lancé une contestation judiciaire de l'interception massive de données personnelles par le GCHQ après les révélations d'Edward Snowden concernant l'interception, le traitement et le stockage de données sur des millions de communications privées par l’agence d’espionnage britannique. Les militants ont de nouveau demandé l’amnistie d'Edward Snowden.

##### Allemagne

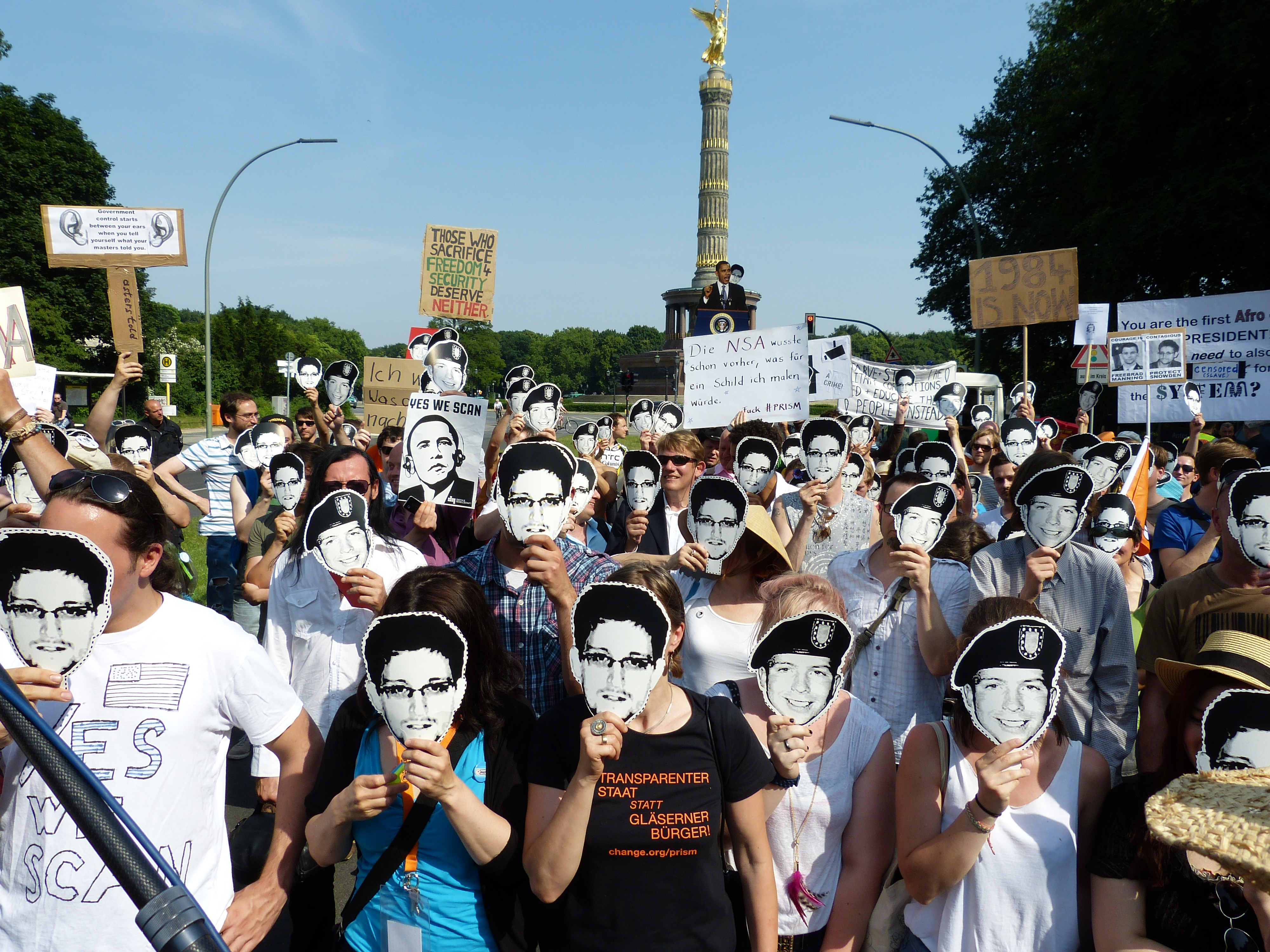
Manifestation contre PRISM à Berlin, lors de la visite du président américain Barack Obama, organisée par le Piratenpartei Deutschland le 19 juin 2013.

Le 26 juillet 2013, Joachim Gauck, le président allemand, déclare que les personnes comme Edward Snowden méritent le respect pour leur combat pour la défense de la liberté.
Le 23 octobre 2013, la chancelière Angela Merkel téléphone au président américain Barack Obama pour réclamer des explications après avoir découvert que ses conversations sur son portable pourraient avoir été écoutées par les États-Unis. M. Obama lui assure que Washington ne surveille pas et ne surveillera pas ses communications, sans préciser si cela a été le cas par le passé.
Le 15 février 2014, Angela Merkel annonce qu’elle souhaite construire un « Internet européen »,.
Le 26 juin 2014, le gouvernement allemand annonce qu’il va mettre fin à son contrat existant avec l’opérateur de télécommunications américain Verizon, en citant notamment « les liens avérés entre des services de renseignement étrangers et des sociétés, à la suite de l’affaire des écoutes de la NSA »
,.

##### France
Le 1er juillet 2013, la France, par la voix de son ministre des Affaires étrangères, Laurent Fabius, demande des explications aux autorités américaines « dans les plus brefs délais » : « Ces faits, s’ils étaient confirmés, seraient tout à fait inacceptables » indique-t-il. Le garde des Sceaux, ministre de la Justice, Christiane Taubira va plus loin en estimant que si Washington avait bel et bien mené les opérations d’espionnage décrites par le Spiegel, ce serait « un acte d’hostilité inqualifiable ».
Le même jour, le président de la République française, François Hollande, déclare que « nous ne pouvons pas accepter ce type de comportement entre partenaires et alliés ». « Nous demandons que cela cesse immédiatement », ajoute-t-il, en marge d’un déplacement à Lorient, jugeant que « les éléments sont déjà suffisamment réunis pour que nous demandions des explications ».
Le 7 juillet 2013, une manifestation de soutien à Edward Snowden, comprenant une quarantaine de personnes, pour la plupart des militants d’organisations de défense des droits et libertés sur Internet, s’est tenue à Paris, place du Trocadéro.
Le 11 juillet 2013, à la suite des révélations d’Edward Snowden, la Fédération internationale des ligues des droits de l’homme (FIDH) et la Ligue française pour la défense des droits de l’homme et du citoyen (LDH) déposent conjointement une plainte contre X auprès du procureur de la République de Paris. Celle-ci porte sur l’accès frauduleux dans un système de traitement automatisé de données, la collecte illicite de données personnelles, l’atteinte à la vie privée et l’atteinte au secret des correspondances électroniques.
Le 19 septembre 2013, un ensemble de personnalités interpellent le gouvernement français, via une lettre ouverte publiée dans le journal Libération, sur « un des plus grands scandales de l’histoire du numérique et des libertés » sur lequel la France « ne peut demeurer sans voix ». À travers une pétition, ils préconisent notamment le développement de solutions de chiffrement décentralisées basées sur du logiciel libre et l’élaboration d’une Charte mondiale Informatique et Libertés.
Le 21 octobre 2013, le journal Le Monde a publié les résultats d’une enquête réalisée en collaboration avec Glenn Greenwald au sujet de la surveillance de la France par les services de renseignement américains. L’enquête révèle que les communications téléphoniques des citoyens français sont interceptées de façon massive et que la NSA cible également les salariés de grandes entreprises nationales comme Wanadoo et Alcatel-Lucent. À la suite de ces révélations, le ministre des Affaires étrangères, Laurent Fabius, a dénoncé des « pratiques inacceptables » et convoqué Charles Rivkin, l’ambassadeur des États-Unis en France.

le 6 juin 2016, une enquête journalistique publiée par Jérôme Hourdeaux dans Mediapart montre que la France avait elle aussi mis en œuvre, dès 2009 des moyens électroniques de surveillance généralisée a-légale (captation par certains services de surveillance de données techniques de connexion, avant qu'elle ne soit autorisée par la loi),.

##### Luxembourg
Le ministre des Affaires étrangères du Luxembourg, Jean Asselborn, indique que « les États-Unis feraient manifestement mieux de surveiller leurs services de renseignement plutôt que leurs alliés ». Selon lui, l’espionnage américain est « hors de contrôle », en soulignant que si les activités de renseignement « sont justifiées par la lutte contre le terrorisme, l'Union européenne et ses diplomates ne sont pas des terroristes »,.

##### Pologne

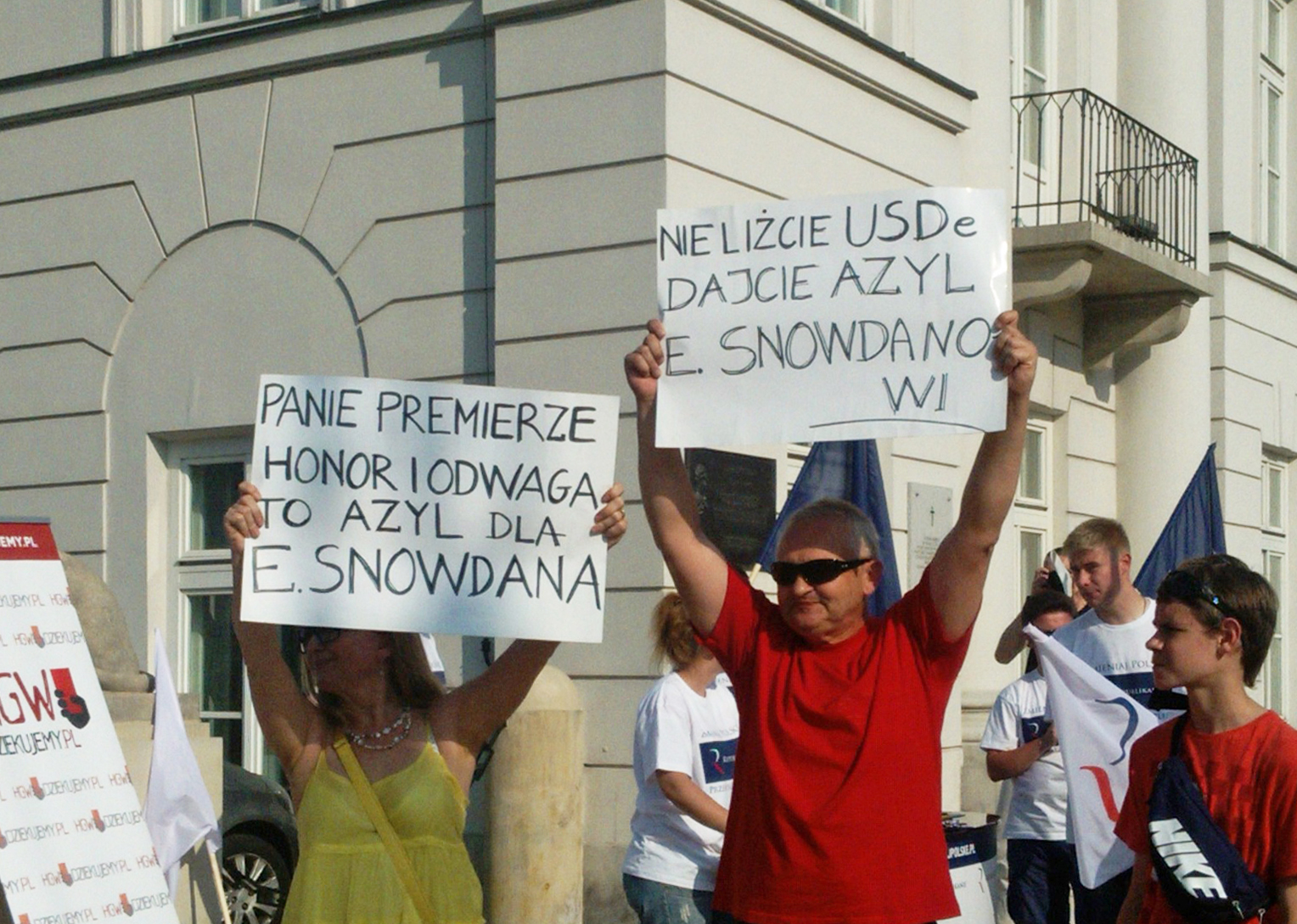
Manifestation de soutien à Edward Snowden à Varsovie, devant le palais présidentiel, le 5 juillet 2013.

##### Royaume-Uni
À la suite des révélations d’Edward Snowden publiées par le Guardian et à la mise en évidence, pour l’opinion publique, du programme Tempora, les parlementaires britanniques demandent des comptes au gouvernement. Le Government Communications Headquarters (GCHQ) assure respecter scrupuleusement la loi, un porte-parole déclarant : « Nous ne faisons pas de commentaires sur les questions touchant au renseignement. Nos agences de renseignement continuent à agir en respectant un strict cadre légal ».
Le directeur de la commission parlementaire chargée du renseignement et de la sécurité, Malcolm Rifkind, s’est attendu à avoir une réponse rapide du GCHQ sur cette affaire, a-t-il indiqué sur la chaîne de télévision britannique BBC, ajoutant que la commission pouvait décider, le cas échéant, d’entendre directement le directeur du GCHQ : « La question cruciale n'est pas tant de savoir quelle quantité de données [le GCHQ] peut en théorie collecter mais ce à quoi il peut avoir accès, s'il s'agit d'une intrusion dans la vie privée des citoyens. » L’opposition travailliste estime, pour sa part, que les informations du Guardian soulignent « l'urgence et l'importance du travail sur cette question de la commission sur le renseignement et la sécurité » ; des militants pour la protection de la vie privée ont également exprimé leur inquiétude.
Les locaux du journal britannique The Guardian sont visités par des agents anglais du renseignement, le Government Communications Headquarters. Plusieurs disques durs et ordinateurs sont détruits pour supprimer les données envoyées par Edward Snowden. Le Guardian, pour faire face à la pression, a décidé de s’associer au New York Times, comme ce fut le cas lors de la crise WikiLeaks.

##### Russie
Le 26 juin 2013, Alexeï Pouchkov, président de la commission des affaires étrangères de la Douma, a qualifié Edward Snowden de « dissident et de dénonciateur du système de renseignement américain ».
Le 26 juillet 2013, le porte-parole de la présidence, Dmitri Peskov, déclare que la Russie ne remettra pas Edward Snowden aux États-Unis : « Nous n'avons jamais remis quelqu'un et nous ne le ferons jamais dans le futur ».
Le 9 juillet 2014, son avocat russe a indiqué qu’Edward Snowden a demandé la prolongation de son permis de séjour en Russie qui arrive à expiration en août 2014.

#### Asie

##### Hong Kong
Le 15 juin 2013, à la suite des premières révélations dans la presse, plusieurs centaines de manifestants défilent à Hong Kong, notamment devant l’ambassade américaine. Les activistes demandent qu’Edward Snowden soit protégé, tout en dénonçant les opérations américaines d’espionnage de la Chine et de Hong Kong.

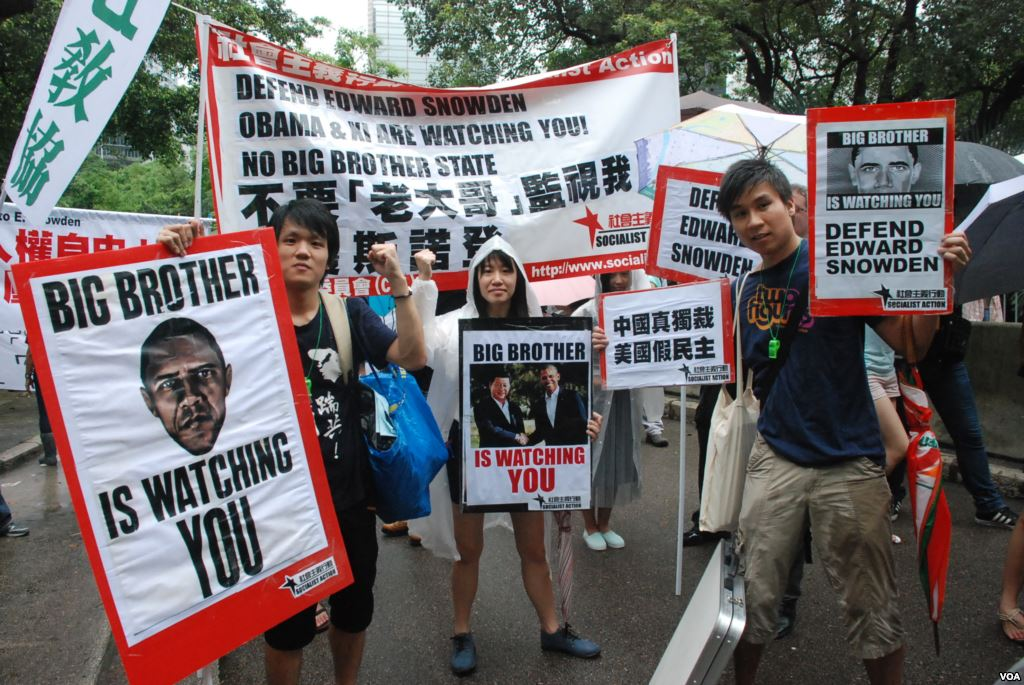
Manifestation de soutien à Edward Snowden à Hong Kong, le 15 juin 2013.
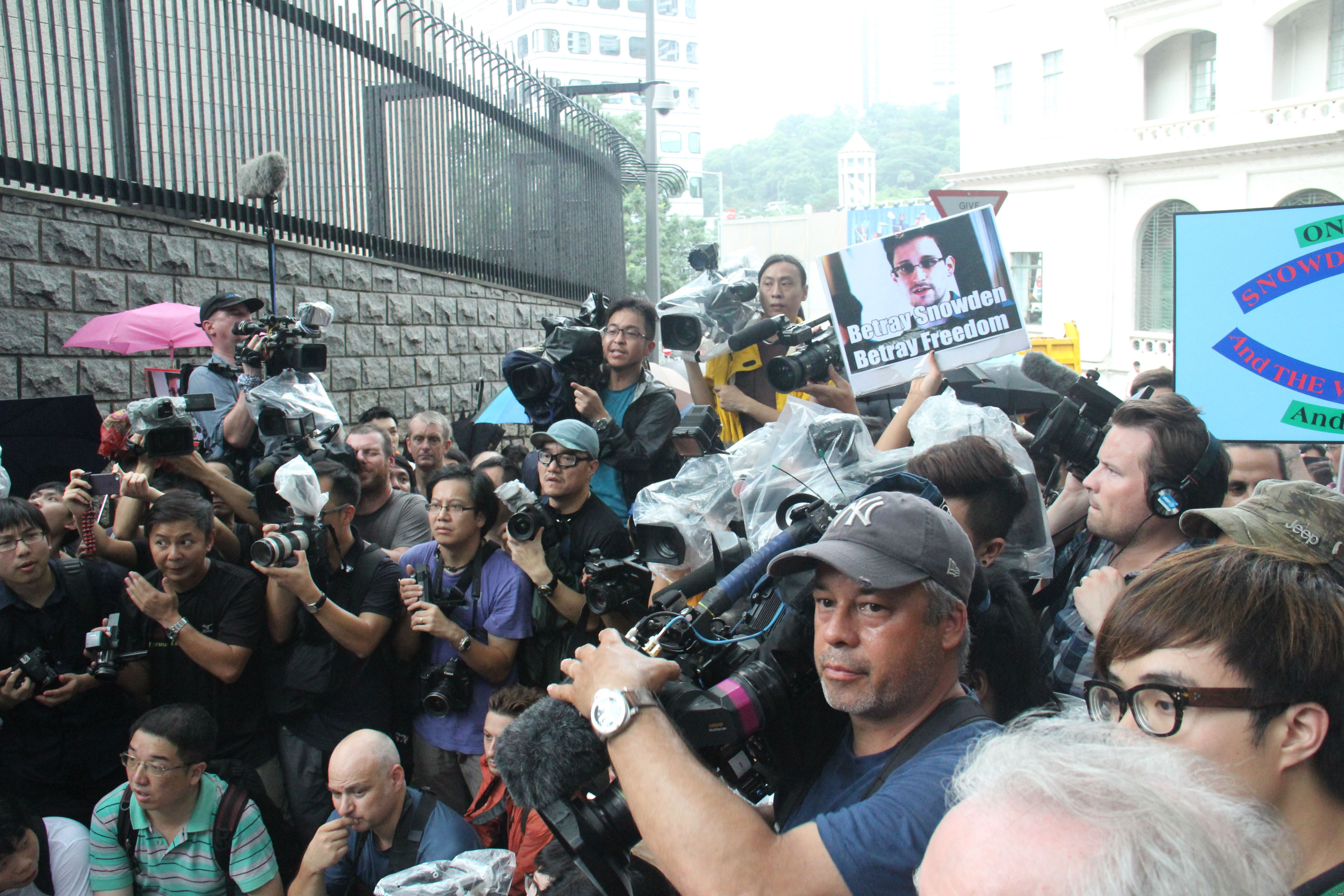
Manifestation de soutien à Edward Snowden à Hong Kong, le 15 juin 2013.
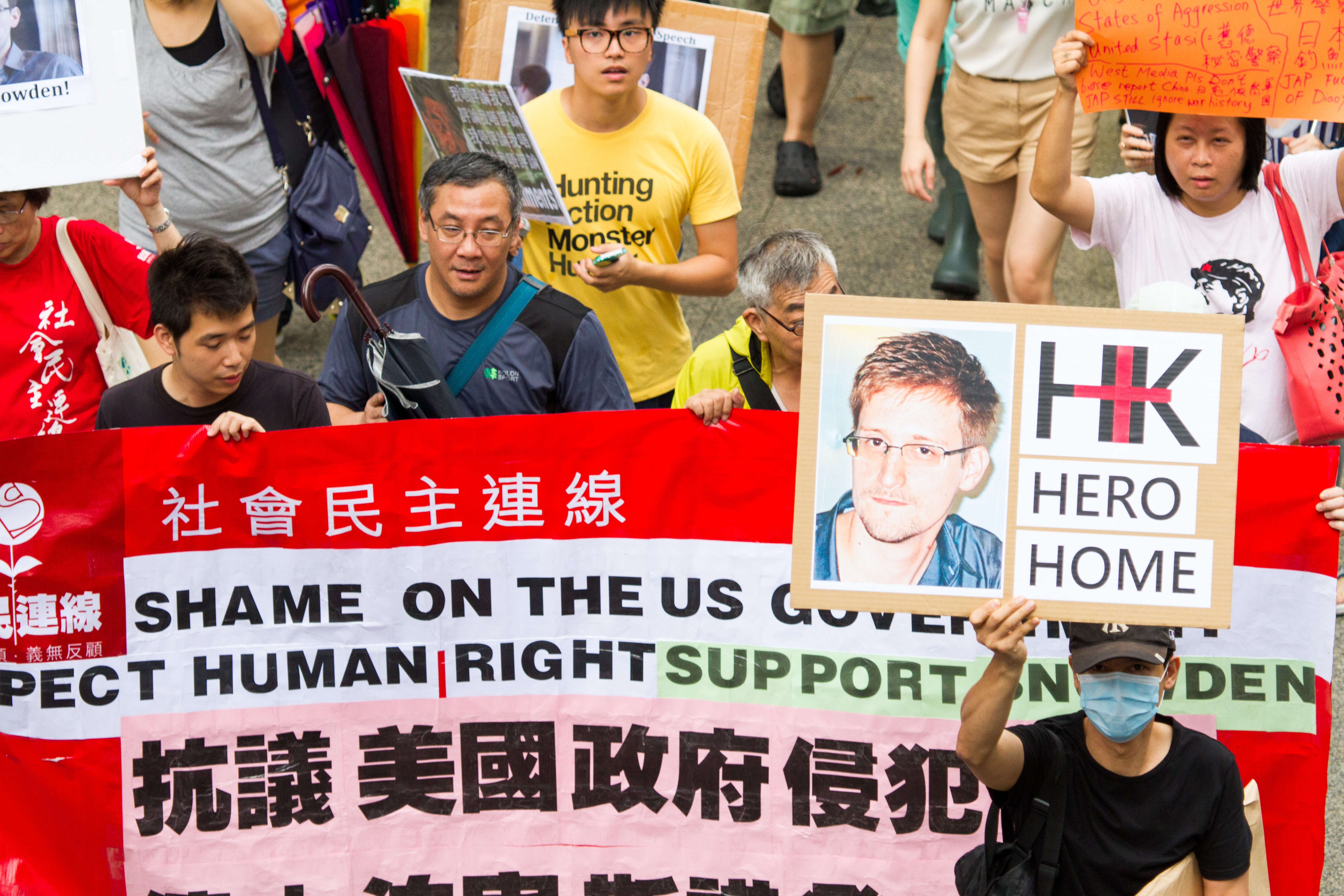
Manifestation de soutien à Edward Snowden à Hong Kong, le 15 juin 2013.

##### Israël
Selon le quotidien israélien Yediot Aharonot, citant les articles parus dans Der Spiegel, The New York Times et The Guardian, le 20 décembre 2013, la NSA, en coopération avec le GCHQ britannique, interceptait les communications téléphoniques et électroniques des ambassades israéliennes à travers le monde dans le cadre d’une opération conjointe de surveillance nommée « Broadoak », selon Ron Ben-Yishai, expert de ce quotidien, « au moins un ministre de la Défense israélien », conscient d’être sur écoute, « aurait intentionnellement transmis des informations qui correspondaient à ses objectifs stratégiques dans le but de désinformer ceux qui l’écoutaient métamorphosant le prédateur en victime ». Selon la chaîne de télévision israélienne Aroutz 2, le Premier ministre Benyamin Netanyahou aurait été aussi mis sur écoute. Cependant, elle affirme que « Netanyahou n'a pas d'ordinateur dans son bureau, qu'il n'utilise pas d'email et n'a pas de ligne téléphonique privée ». Une autre chaîne de télévision israélienne, Channel 10, rapporte que lorsqu'il aborde des sujets particulièrement sensibles, y compris à son domicile privé, lui et ses interlocuteurs, envisageant la possibilité qu'ils puissent être espionnés, s'expriment par gestes et par « code » et qu'il conduit ses discussions sur « des sujets hautement sensibles uniquement dans les bureaux du Mossad qu'il considère comme étant sécurisés ».

#### Personnalités publiques
Le fondateur de WikiLeaks, Julian Assange, et le réalisateur américain Michael Moore considèrent Edward Snowden comme un héros national.
Al Gore, l'ancien vice-président des États-Unis, prend position pour Snowden en 2014, selon lui « Edward Snowden a « rendu un important service »
Le collectif hacktiviste Anonymous a lui aussi rendu hommage à Snowden, le qualifiant « d'un des plus grands lanceurs d'alerte de l'histoire ».
Daniel Ellsberg, responsable de la fuite des Pentagon Papers dans les années 1970 pendant la guerre du Viêt Nam, déclare qu’Edward Snowden a eu raison de fuir pour éviter son emprisonnement aux États-Unis : « Bon nombre de gens nous comparent, Edward Snowden et moi, et lui reprochent d'avoir quitté le pays et de chercher asile à l'étranger plutôt que de se présenter devant un tribunal comme je l'ai fait. Je pense qu'ils ont tort. Mon histoire remonte à une autre époque, et les États-Unis n'étaient pas ce qu'ils sont aujourd'hui »,.
La chanteuse américaine Patti Smith apporte son soutien à Snowden lors d’un concert à Helsinki, en Finlande, en juillet 2013. Elle chante notamment : « Where are you, they don't want you, but I do. You're youth, you're truth, raining down, shaking up Washington. Edward Snowden I don't know what they will do to you, but Edward let it snow, let it snow » (« Où êtes-vous, ils ne veulent pas de vous, mais moi oui. Vous êtes la jeunesse, vous êtes la vérité, faisant pleuvoir [sur] et secouer Washington. Edward Snowden je ne sais pas ce qu'ils vont vous faire, mais Edward qu'il neige, qu'il neige »).

### Au sujet de sa fuite et de sa demande d’asile

#### Amérique

##### États-Unis
Le 23 juin 2013, juste avant son départ de Hong Kong, le passeport d’Edward Snowden est révoqué. À ce sujet, la porte-parole du département d’État, Jennifer Psaki, déclare que « la révocation du passeport de quelqu'un sous mandat d'arrêt pour crime est courant et n'affecte pas son statut de citoyen (américain) ».
Le 24 juin 2013, Caitlin Hayden, la porte-parole de la NSA, déclare au sujet de l’arrivée de Snowden à Moscou ce même jour que, « compte tenu de notre coopération après les attentats du marathon de Boston et notre histoire avec la Russie sur le renforcement des lois sur ces questions de sécurité — y compris concernant le renvoi en Russie de grands criminels à la demande de Moscou —, nous espérons que le gouvernement russe va étudier toutes les options possibles pour expulser M. Snowden vers les États-Unis pour répondre devant la justice des charges qui pèsent contre lui ».
En 2016, l'affaire Snowden s'invite dans la campagne électorale aux États-Unis. Alors que Barack Obama refuse de lui accorder la grâce présidentielle, son administration estimant que « son attitude a mis des vies américaines en danger » et qu'« il devrait rentrer aux États-Unis pour répondre des très graves poursuites dont il fait l'objet », une pétition est lancée par le clan Sanders qui demande une clémence pour le lanceur d'alerte.

##### Bolivie

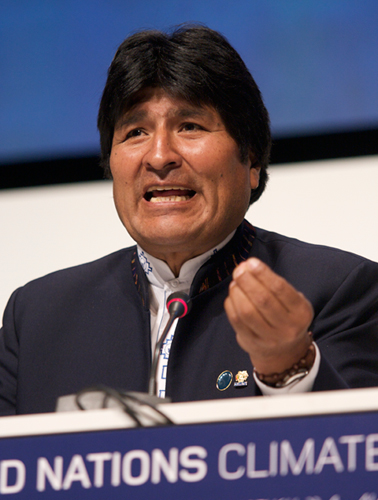
Le président bolivien Evo Morales lors de la Conférence sur le changement climatique de l’ONU en 2009 à Copenhague (COP15).

Le 2 juillet 2013, le président bolivien, Evo Morales, déclare que son pays est prêt à examiner la demande d’asile politique de Snowden. Il indique à Russia Today (chaîne de télévision russe dont la diffusion est faite en russe, anglais, arabe et espagnol) : « S'il y avait une demande, nous serions bien sûr prêts à en débattre et à prendre en considération cette idée. »
Le 6 juillet 2013, après avoir ressenti le détournement de son avion présidentiel comme une tentative d’intimidation de la part du gouvernement des États-Unis, Evo Morales déclare que Snowden est le bienvenu en Bolivie. Il dit proposer cette offre d’asile en réaction contre les nations européennes et américaine, qu’il accuse d’avoir temporairement bloqué son vol de retour de Moscou le 3 juillet 2013,.

##### Équateur
Le 24 juin 2013, le président équatorien, Rafael Correa, annonce que son pays analysera « avec une très grande responsabilité » la demande d’asile déposée par l’ex-consultant. Un peu plus tôt, le chef de la diplomatie équatorien, Ricardo Patiño, avait défendu la demande d’asile déposée par Snowden auprès de son pays, estimant que son action avait permis de « faire la lumière » sur les agissements des États-Unis ; selon lui, « il y va de la liberté d'expression et de la sécurité des citoyens dans le monde », ainsi que « de la confidentialité des communications ». « Nous savons qu'il est à Moscou. Nous sommes en discussion avec les autorités », a précisé le chef de la diplomatie équatorienne.
Le 29 juin 2013, le président équatorien rejette la demande d’asile, à la demande du vice-président américain Joe Biden. Il déclare ne pas pouvoir engager de procédure de demande d’asile si le demandeur ne se trouve pas sur le sol équatorien et laisse la Russie gérer cette situation : « Pour l'instant, la solution, la destination de Snowden, est entre les mains des autorités russes ».

##### Nicaragua
Le 5 juillet 2013, le président de la République du Nicaragua, Daniel Ortega, annonce que son pays est disposé à donner l’asile à Snowden si les conditions sont réunies. Il déclare : « Nous sommes ouverts et respectueux du droit d'asile, et c'est clair que si les circonstances le permettent, nous recevrons Snowden avec plaisir et lui donnerons l'asile, ici au Nicaragua. »

##### Venezuela
Le 2 juillet 2013, le président du Venezuela, Nicolás Maduro, en déplacement en Russie, déclare à des journalistes que son pays n’a pas encore reçu de demande d’asile, mais a salué l’action du lanceur d’alerte. « Il n'a tué personne et n'a pas posé de bombe », déclare-t-il, cité par l’agence Interfax. « Ce qu'il a fait, c'est dire une grande vérité afin d'empêcher des guerres. Il mérite une protection ».
Le 5 juillet 2013, le président annonce qu’il « a décidé d'accorder l'asile humanitaire au jeune Américain Edward Snowden, pour qu'il puisse venir et vivre loin de la persécution de l'impérialisme nord-américain ».

#### Europe

##### Union européenne
Le 2 juillet 2013, le président du Parlement européen, l’Allemand Martin Schulz, déclare à la télévision publique allemande : « J’ai de la compréhension pour cette demande. Si M. Snowden fait une demande, les autorités doivent examiner s’il fait effectivement l’objet d’une persécution politique. »
Plusieurs pays d’Europe comme la Finlande, l’Irlande, l’Autriche, l’Italie ou l’Espagne précisent que les demandeurs d’asile doivent être physiquement présents sur leur territoire afin que la requête d’asile soit valide, et ne peuvent donc pas faire suite à la demande d’asile d’Edward Snowden.

##### Allemagne
Le 2 juillet 2013, le ministre des Affaires étrangères allemand, Guido Westerwelle, confirme avoir reçu une demande d’asile politique d’Edward Snowden, une requête « transmise [...] sans délai aux autorités compétentes » et que le pays examinera « en conformité avec la loi ».

##### France
Plusieurs partis français s’engagent en faveur d’Edward Snowden. Ainsi, le 10 juin 2013, Marine Le Pen déclare que « l’ancien agent de la CIA Edward Snowden doit être mis en sécurité au plus vite » et que la France doit lui accorder l’asile. Le 30 juin 2013, Jean-Luc Mélenchon le décrit comme un « bienfaiteur » et appelle la France à lui accorder l’asile politique. Cette position est reprise par le Parti de gauche, dont le groupe au Conseil de Paris dépose, le 1er juillet 2013, une motion afin d’élever le hacker au rang de citoyen d’honneur de la Ville de Paris. Le même jour, le mouvement Europe Écologie Les Verts (EELV) publie un communiqué demandant à la France d’accorder « sans délai » l’asile à Edward Snowden.
Le 1er juillet 2013, le président de la République française François Hollande déclare qu’il a eu connaissance, par voie de presse, de la demande d’asile de l’informaticien à la France mais qu’officiellement, rien n’était parvenu aux services français. François Hollande prône une « position coordonnée, commune » de l’Europe dans ce dossier.
Le 4 juillet 2013, le ministre de l’Intérieur, Manuel Valls, annonce avoir rejeté la demande d’asile d’Edward Snowden : « La France a reçu, comme beaucoup d’autres pays, par l’intermédiaire de son ambassade à Moscou, une demande d’asile d'Edward Snowden. Compte tenu des éléments d’analyse juridique et de la situation de l’intéressé, il n’y sera pas donné suite »,. Plus précisément, ce n’est pas l’asile, au sens usuel du terme (dont l’attribution est de la compétence de l’Office français de protection des réfugiés et apatrides - OFPRA), mais l’entrée sur le territoire français qui lui a été refusée par les autorités,.
Le 3 juin 2014, le magazine L’Express a lancé une pétition sur le site change.org demandant au Président François Hollande d’accorder à Edward Snowden l’asile politique en France,. La pétition a reçu le soutien de plus de 165 000 signataires, parmi lesquels figurent Daniel Cohn-Bendit, Pierre Bergé, Luc Ferry, Jack Lang, Bernard Kouchner, Edgar Morin, Alain Touraine ou encore Michel Rocard.
Le même jour, le Premier ministre, Manuel Valls, indique de nouveau qu’il n’est pas favorable à l’accueil d’Edward Snowden sur le territoire français.
Le 6 juin 2014, les sénatrices Chantal Jouanno et Catherine Morin-Desailly ont déposé une proposition de résolution pour accorder l’asile à Edward Snowden,. Elles déclarent que « les révélations d'Edward Snowden ont montré que les collectes massives d'informations par la NSA, concernant des citoyens du monde entier, dépassaient le cadre de la lutte nécessaire contre le terrorisme ou contre les autres risques géopolitiques ». Elles souhaitent également qu’Edward Snowden soit fait citoyen d’honneur, en se fondant sur l’article 14 de la Déclaration universelle des droits de l’homme sur le droit d’asile et « du caractère éthique de la démarche de Snowden ».
Le 10 juin 2014, un autre centriste, le député Yves Jégo, a déposé une proposition similaire à l’Assemblée nationale, qui reprend les termes de celle déposée quelques jours plus tôt au Sénat,,.
Le 9 juillet 2014, des députés du groupe d’études « Internet et société numérique », comme Christian Paul (PS), Patrice Martin-Lalande (UMP), Laurence Dumont (PS) ou encore Sergio Coronado (EELV), se réunissent à l’Assemblée nationale lors d’une « réunion d’échange avec les signataires de l’appel demandant à la France d’accorder l’asile à Edward Snowden ».

## Conséquences

### Conséquences pour les médias
L'afflux de données, jugé parfois « exponentiel », permis par les fuites massives organisées par Snowden après celles de WikiLeaks entre 2010 et 2011, a nourri le journalisme d'investigation et progressivement facilité une nouvelle donne numérique pour le journalisme d'investigation, dont les enquêteurs ont adopté les méthodes : certains « coopèrent aux quatre coins du monde, développent de nouvelles stratégies et s’appuient sur des outils informatiques puissants » afin d'exploiter et traiter les données fournies par un lanceur d’alerte ou un autre.
Martin Baron, du quotidien américain Washington Post a contribué aux révélations d’Edward Snowden. Auparavant, il avait été directeur du quotidien américain The Boston Globe de 2001 à 2012, dont les équipes ont gagné 17 prix Pulitzer, grâce à une cellule d'enquête baptisée « Spotlight ». Ce journal avait déjà révélé le scandale des abus sexuels au sein de l’Église de Boston, processus raconté dans le film Spotlight et récompensé par le prix Pulitzer.

## Distinctions
- Sam Adams Award : le 8 juillet 2013, Edward Snowden s’est vu décerner ce prix qui est remis, chaque année, par le « Sam Adams Associates for Integrity in Intelligence » à un professionnel des services de renseignement qui a pris position en faveur de l’intégrité et de l’éthique[313],[314]. Ce comité est composé d’anciens agents et consultants de la CIA et du FBI, tels que Daniel Ellsberg, Ray McGovern, Coleen Rowley, Bill Binney, David MacMichael et Thomas Drake[315]. Edward Snowden a reçu ce prix en mains propres, le 9 octobre 2013, lors d’une cérémonie organisée à Moscou[316].
- Prix international du lanceur d'alerte (de) attribué le 24 juillet 2013 par plusieurs ONG (Transparency International, International Association of Lawyers against Nuclear Arms (en), Federation of German Scientists (en))[317]. Le 30 août 2013, lors de la cérémonie de remise du prix à Berlin, Edward Snowden a remercié, dans une lettre lue par Jacob Appelbaum, « tous les individus et les organisations dans d'innombrables pays partout dans le monde qui ont réussi à surmonter les barrières linguistiques et géographiques pour se rassembler et défendre le droit des citoyens à la vérité et la valeur de la vie privée »[318].
- Prix Fritz Bauer (en), attribué le 24 juillet 2013 par l’Union humaniste, une association de citoyens allemands[319].
- Prix international des droits de l’homme, attribué le 17 septembre 2013 par l'Association de la presse brésilienne (pt).
- Recteur de l’université de Glasgow, le 18 février 2014 pour une durée de 3 ans[320],[321],[322].
- The Ridenhour Prize (en) for Truth-Telling 2014, attribué le 4 avril 2014[323].
- Membre honoraire du Chaos Computer Club, depuis l’assemblée générale de cette organisation, le 5 mai 2014[324].
- Award d'honneur du Right Livelihood Award 2014, communément appelé, en français, « prix Nobel alternatif », décerné le 24 septembre 2014[325].
- Médaille Carl von Ossietzky 2014, attribuée par la Ligue internationale des droits de l'homme et décernée le 14 décembre 2014 à Berlin[326].
- Prix Bjørnstjerne Bjørnson pour la liberté d'expression, décerné à Molde, en Norvège, le 5 septembre 2015[327].
- Prix Ossietzky 2016 du PEN Club Norvège attribué le 7 mars 2016[328].
- Prix de la Paix de Stuttgart, en 2014.

## Publication
- Edward Snowden (trad. de l'anglais), Mémoires vives, Paris, Éditions du Seuil, 19 septembre 2019, 378 p. (ISBN 978-2-02-144104-8)

## Filmographie

### Documentaire
- Citizenfour est un documentaire de Laura Poitras diffusé en avant-première le 10 octobre 2014 au Festival du film de New York, puis dans de nombreux pays dont la France à partir de mars 2015[81]. Il évoque la surveillance mondiale généralisée et retrace notamment l’histoire d’Edward Snowden de Hong Kong à Moscou. Citizenfour a obtenu de nombreuses récompenses, dont le BAFTA et l’Oscar du meilleur film documentaire[329].
- Snowden, ennemi d’État, un documentaire de Paul Eric Heilbuth et John Goetz, coproduit par La Compagnie des taxi-brousse (Danemark, 2014, durée : 60 minutes). Il raconte la traque policière et diplomatique organisée par les États-Unis pour mettre en prison Edward Snowden avec, entre autres, les témoignages de Sarah Harrison et de Julian Assange.
- Meeting Snowden est un documentaire de Flore Vasseur, produit pour Arte (2017). C'est la rencontre entre Edward Snowden, Lawrence Lessig et Birgitta Jónsdóttir, trois défenseurs de la lutte pour les libertés. Dans cette conversation, ils s'interrogent sur l'avenir de la démocratie.

### Fiction
- (en) Verax (film) est un court métrage sur Edward Snowden, tourné entre le 20 et le 23 juin 2013, à Hong Kong (Chine) par un groupe de producteurs indépendants (Jeff Floro, Edwin Lee, Shawn Tse, Marcus Tsui).
- Verax : la véritable histoire des lanceurs d'alerte, de la guerre des drones et de la surveillance de masse. / scénario Pratap Chatterjee, dessin Khalil ; trad. de l'anglais (Etats-Unis) par Antoine Chainas. - Paris : Les Arènes, 2019. (Bande dessinée)
- (en) Classified: The Edward Snowden Story (en) est un projet de film biographique de deux producteurs canadiens (Jason Bourque et Travis Doering (en)[330]. Les deux producteurs visent à lever 1,7 million de dollars canadiens pour lancer le tournage du film en janvier 2014 et le diffuser le 19 septembre 2014 sur le site The Pirate Bay, sous licence Creative Commons[331],[332].
- 2016 : Snowden d’Oliver Stone avec Joseph Gordon-Levitt.
- (en) Un autre projet de film sur Edward Snowden est envisagé par plusieurs grands studios américains (20th Century Fox, Sony Pictures Entertainment) mais aussi par le propre studio de production de Leonardo DiCaprio[333],[334].

#### Lanceurs d’alerte concernant les programmes de surveillance de la NSA
- William Binney
- Thomas Drake
- William H. Martin et Bernon F. Mitchell
- Mark Klein
- Thomas Tamm
- Russ Tice

#### Programmes de surveillance révélés par Edward Snowden
- Boundless Informant (États-Unis)
- Bullrun (États-Unis)
- ICREACH (États-Unis, Royaume-Uni, Canada, Australie et Nouvelle-Zélande)
- Muscular (Royaume-Uni)
- Optic Nerve (Royaume-Uni)
- PRISM (États-Unis)
- Tempora (Royaume-Uni)
- XKeyscore (États-Unis)